# Dél-afrikai Köztársaság
A Dél-afrikai Köztársaság az afrikai kontinens déli szegletében található. Északon Botswana és Zimbabwe, északnyugaton Namíbia, északkeleten Mozambik és Szváziföld határolják, nyugaton az Atlanti-óceán, keleten az Indiai-óceán mossa partjait. 
Afrika egyik legfejlettebb állama. Egy önálló királyság található az ország területén belül: Lesotho. Az ország abban a különleges helyzetben van, hogy 3 fővárosa is van: Pretoria, a közigazgatási főváros, Bloemfontein, az igazságszolgáltatás központja és Fokváros, a politikai főváros; legnépesebb városa pedig Johannesburg.
Dél-Afrika többnemzetiségű társadalom, amely kultúrák, nyelvek és vallások széles skáláját öleli fel. Az alkotmány tizenegy hivatalos nyelvet ismer el, ami a negyedik legmagasabb szám a világon. A sokszínű és multikulturális társadalom miatt időnként „szivárvány nemzetnek” is nevezik, ahol a kontinensen a legnagyobb a keveredés a fekete, a fehér és az ázsiai népesség között.   
Az ország azon kevesek közé tartozik Afrikában, ahol soha nem volt államcsíny; a feketék túlnyomó többsége azonban csak 1994-ben kapott választójogot. Az apartheid vége óta az életminőség jelentősen javult, de a bűnözés, a szegénység és az egyenlőtlenség továbbra is kirívó.
Az újonnan iparosodott országok közé számít, Afrika második legnagyobb gazdaságával,  és a kontinensen a legtöbb világörökségi helyszínnel.
A BRICS-országok közé tartozik és az egyetlen afrikai ország, amely a G20 gazdasági hatalmai közé tartozik. Itt található az Afrikai Unió parlamentjének egyik székhelye (Johannesburgban). Az Egyesült Nemzetek Szervezetének egyik alapító tagja és tagja a Nemzetközösségnek is.

## Földrajz

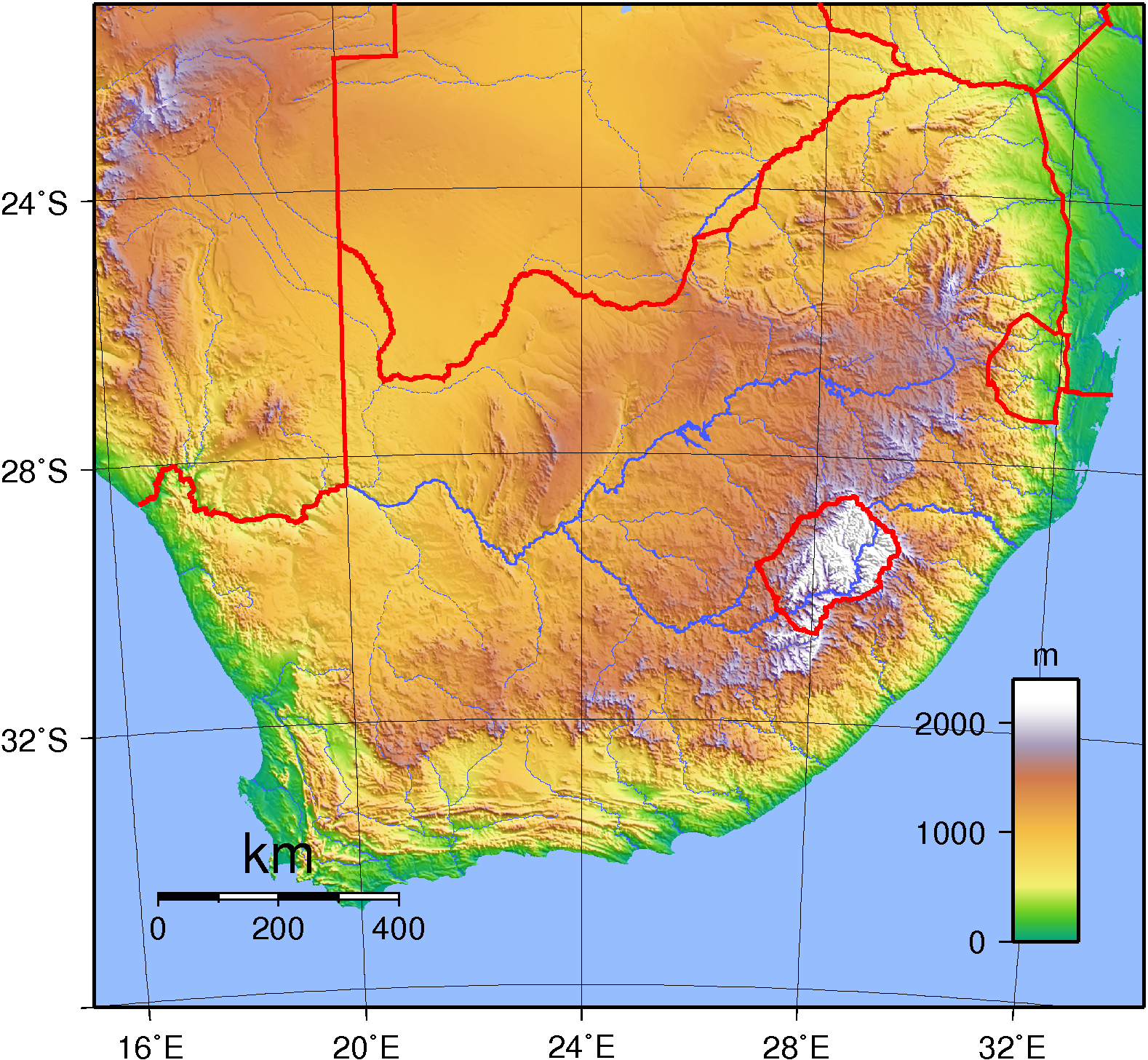
Domborzati térkép
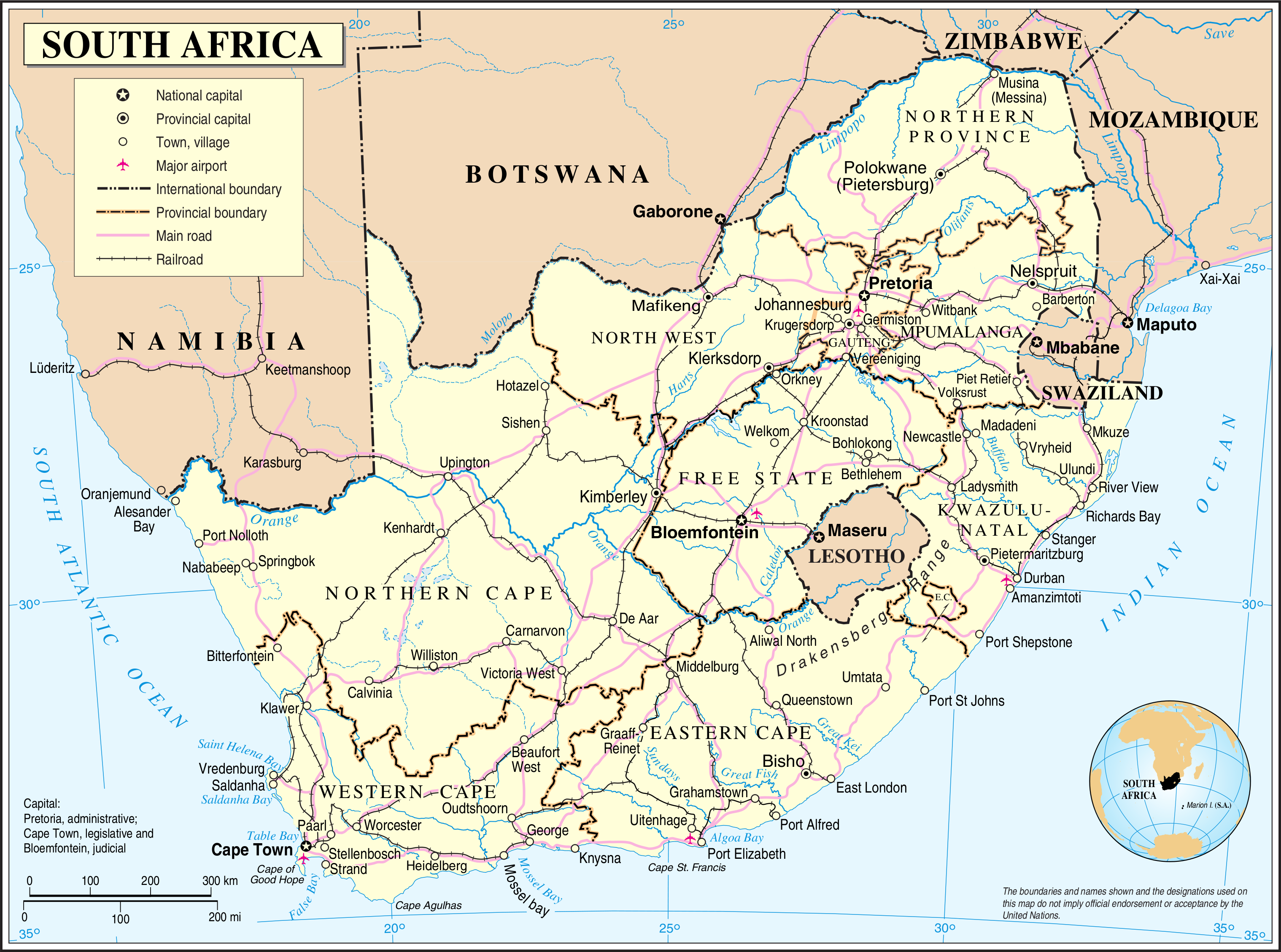
Települések, tartományok és folyók
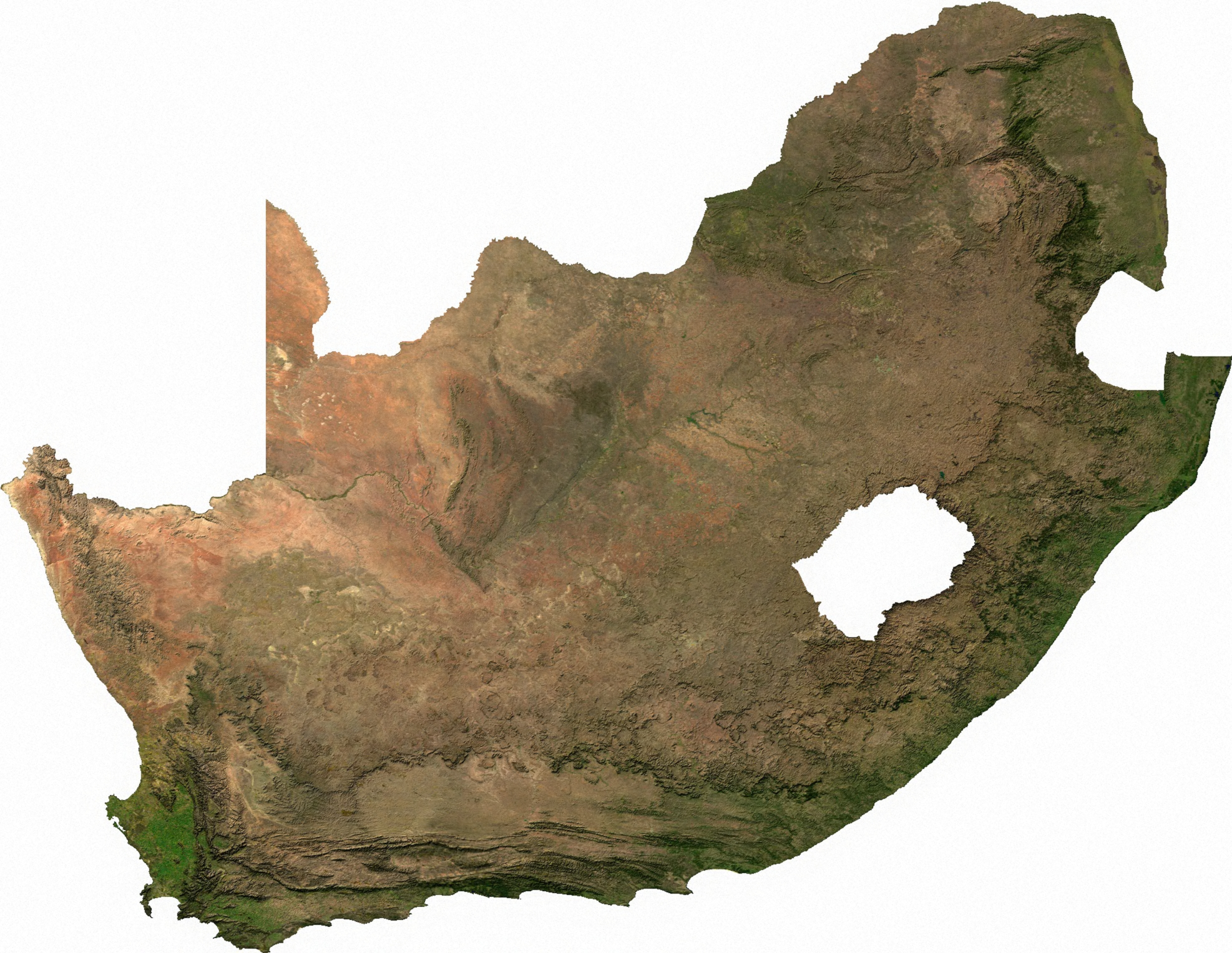
Műholdas kép
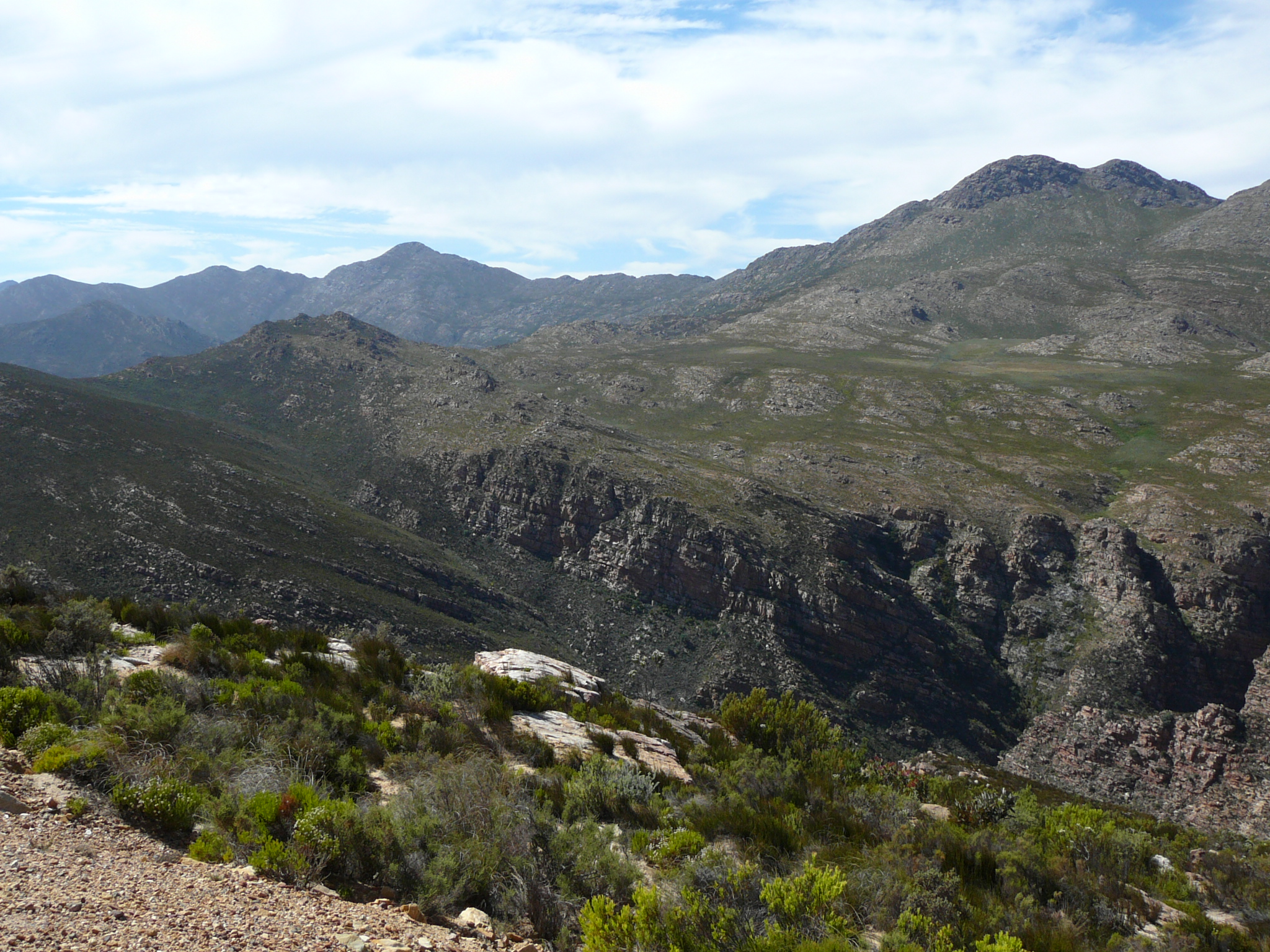
Swartberg az ország déli részén
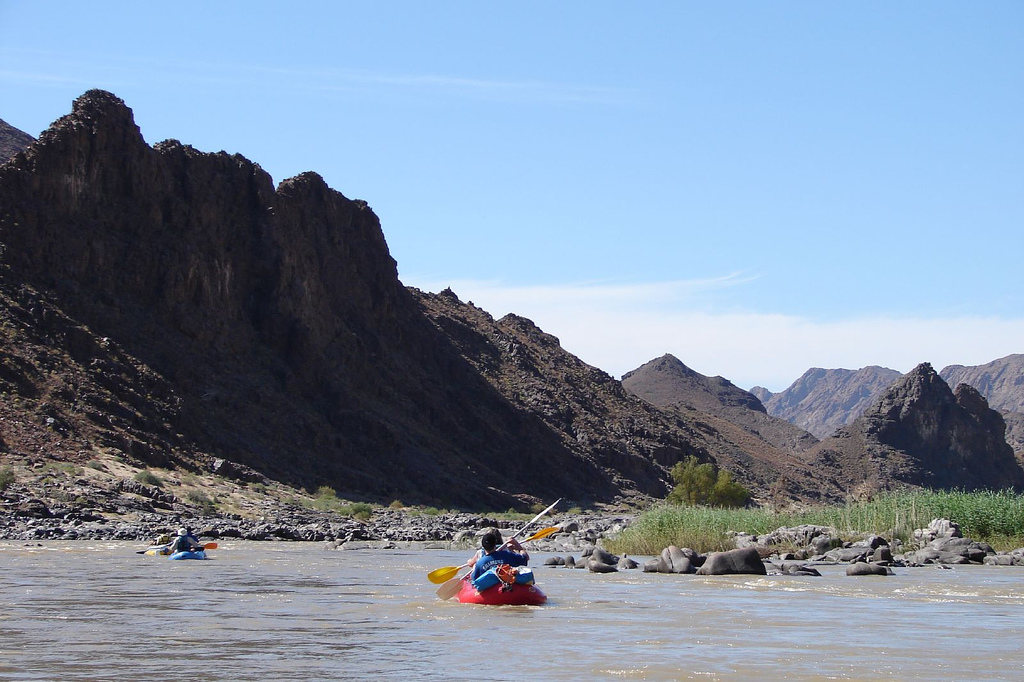
Rafting az Orange folyón
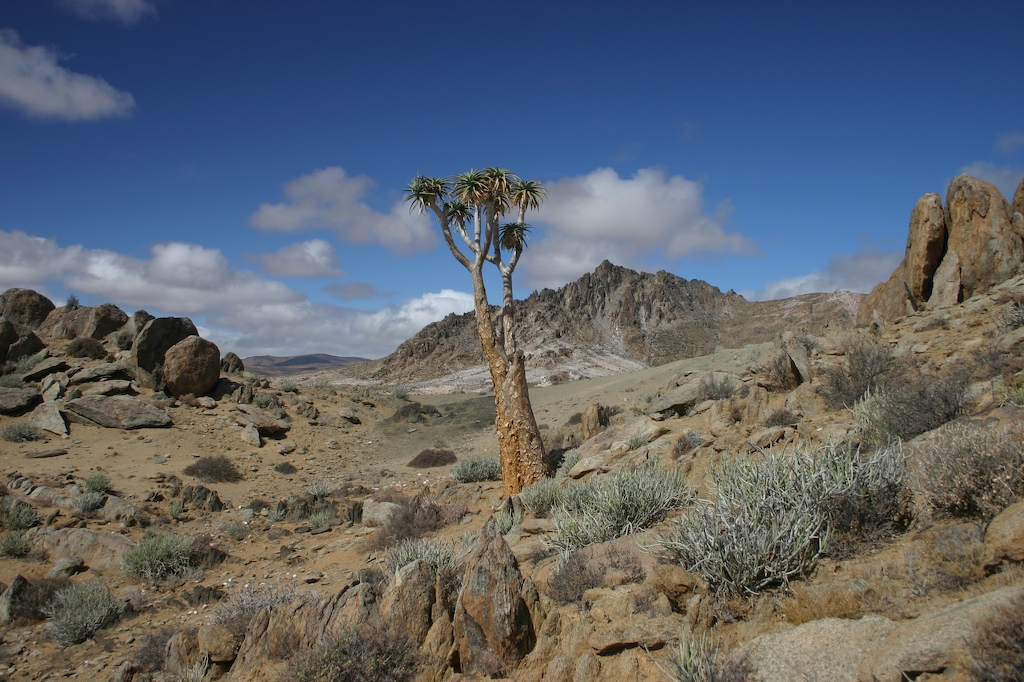
Richtersveld

### Domborzat

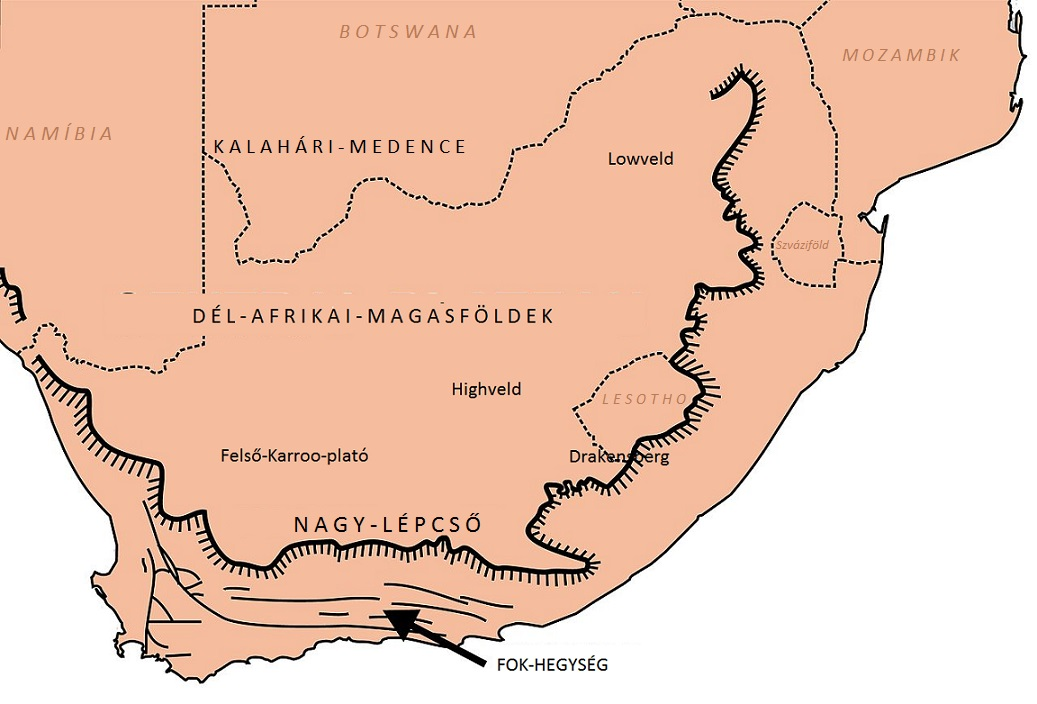
Dél-Afrika földrajzi nagytájai

Partvonala majdnem 3000 km hosszú és rendkívül szabályos, csak a déli szakasza tagolt, ahol az Agulhas (Tű)-fok, a kontinens legdélebbi pontja található a Jóreménység fokától kb. 150 km-re délkeletre.
Az ország legjellemzőbb sajátossága a nagy tengerszint feletti magasság.
A tengerparti sáv általában keskeny, a partvonal természetes kikötőkben szegény, a domborzat a szárazföld belseje felé meredeken emelkedik.
Felszíne két alapvető területi egységre osztható:
- belső fennsík (Dél-afrikai-magasföldek), ami átlagosan 1000–1400 méterrel van a tengerszint felett;
- a fennsík és a partvonal között húzódó terület.

A felföldből, melynek csapadékvizeit nyugat felé az Orange, kelet felé pedig a Limpopo folyó vezeti el, és amely északnak és nyugatnak a Kalahári-medencét fogja körbe, afelé fokozatosan süllyed. Belőle magányos hegykúpok és hosszan elnyúló hegyvonulatok emelkednek ki.
A felföld déli részén húzódik a Felső-Karroo-plató, az ún. karroo (karru-) formáció névadó területe. Az 1000-1500 méter magasságú fennsíkot dél felé tartó mély völgyek szabdalják fel. Éghajlata meleg, félsivatagi.
A felföld keleti részén a Highveld (Búr-magasföld), amely a Drakensberg magas csúcsaitól nyugatra, a Kalaháritól délkeletre, 1200 méternél magasabban fekvő terület. Éghajlata az India-óceán felől érkező nedves passzátszelek hatására monszun jellegű, nyári csapadékkal. Évi átlagos csapadék 600–800 mm. Fátlan vidéke talán egyetlen tája Afrikának, ahol a klíma indokolja a sztepp kifejezés használatát.
A felföld északkeleti részén a Lowveld (Alacsonyföld) található. Ez a Kalahári-medencét körülvevő magasföldkoszorúnak a Limpopo völgye felé lealacsonyodó (1000 méter alatti) területe.
A belső fennsíkot, (felföldet, magasföldeket) félkörívben a Rodgers- vagy Nagy-lépcsőnek nevezett (angol: Great Escarpment) hegyvonulat övezi. Ez az óceán felé meredek, majdnem függőleges fallal szakad le. Legmonumentálisabb része, a Drakensberge. Ennek több csúcsa meghaladja a 3000 métert. Itt található a 3446 méteres Injasuti, az ország legmagasabb pontja is. Innen délnyugatra, Fokföld tartomány déli részén két medencét kereteznek a hegyek: a Nagy-lépcső és annak fokföldi előhegyei, vagyis a Fok-hegység hegyei (Swartberg(e), Langeberg stb.). Ezek között terül el a Little (Kis) Karroo, illetve ezektől északra a Great (Nagy) Karroo, másképp a Felső-Karroo-plató. A felföldtől délnyugatra, távolabb a magányos Tábla-hegy homokkő tömege emelkedik ki a Fokföldi-síkságból; lábánál, a Tábla-öbölben fekszik Fokváros.

### Vízrajz
Az ország leghosszabb folyója az Orange (vagy Oranje). Teljes hossza 2092 km, vízgyűjtő területe 1 020 000 km2. A Drakensberge (Sárkány)-hegységben a 3299 m magas Mont aux Sour csúcs környékén ered, majd Lesotho területén áthaladva folyik nyugati irányban. Namíbia és a Dél-Afrikai Köztársaság között határfolyót képez, s az Alexander-öbölnél éri el az Atlanti-óceánt. Legjelentősebb jobb oldali mellékfolyója a Vaal, míg a bal oldaliak közül a Brak méltó említésre. Az Orange közepes vízhozama a torkolatnál 800 m³/s. Az állam másik nagy folyója a Limpopo, ami Crocodil folyó néven a Witwatersrand-hegységben ered. Bal oldali mellékfolyójával, a Maricóval történő egyesülése után változik a folyó neve Limpopóra. 460 km hosszan a Dél-Afrikai Köztársaság és Botswana, illetve Zimbabwe határfolyója. Az Indiai-óceánt Mozambikon keresztül éri el. A Limpopo jobb oldali mellékfolyói a torkolat felé haladva: a Mogol, a Palala, a Mogalakwena és a Sand. Az ország egyéb folyói közül az Atlanti-óceánba ömlik a Buffels és az Olifants. Az Indiai-óceán a végcélja a következő folyóknak kelet felé haladva: Breede, Gourits, Groote, Sondags, Great Fish, Great Kei, Umzibwubu, Mkamanzi, Umgeni, Tugela.
Víztározók: a Vaal-folyón a Vaal-víztározó és a Bloemhofi-víztározó; az Olifants-folyón Transvaal-tartományban a Loskop-víztározó; az Oranje-folyón a Hendrik Verwoerd-víztározó.
Itt található a világ második legmagasabb vízesése, a 948 méter magas Tugela-vízesés. Jelentős vízesése még az Orange-folyón az Augrabies-vízesés.

### Éghajlat

Éghajlati térkép a Köppen-féle osztályozás alapján (angol)

Az ország a mérsékelten meleg szubtrópusi övezetben fekszik; a nyugati part előtt a hideg Benguela-áramlat, a déli, valamint a keleti partok előtt a meleg Agulhas-, illetve Mozambiki-áramlat azonban jelentős hatással van a hőmérsékletre és a csapadék mennyiségére. Ennek következtében Fokvárosban 12 °C, Durbanban 18 °C, a tengerparttól távolabbi Johannesburgban pedig 10 °C az átlagos téli, júniusi hőmérséklet; a nyári (januári) átlaghőmérséklet nyugaton 21 °C, a keleti tengerparton és a felföldön 25 °C. A felföldön jelentős a napi és az évi hőmérséklet-ingadozás (a fagyos napok száma elérheti az évi 150-et). A csapadék nyáron hullik, kivétel a Fokföld, melynek éghajlata mediterrán jellegű. Az évi csapadék mennyisége keletről nyugatra csökken. A délkeleti peremhegységben több mint 2000 mm, míg Bushmanlanden alig 50 mm; a felföld keleti részén 500–800 mm, a nyugati aszályos vidékeken és a két esőárnyékos Karroo-medencében 100–250 mm. A belső területeken gyakoriak az aszályok.
| Hónap                                     | Jan. | Feb. | Már. | Ápr. | Máj. | Jún. | Júl. | Aug. | Szep. | Okt. | Nov. | Dec. | Év   |
| ----------------------------------------- | ---- | ---- | ---- | ---- | ---- | ---- | ---- | ---- | ----- | ---- | ---- | ---- | ---- |
| Átlagos max. hőmérséklet (°C)             | 26,1 | 26,5 | 25,4 | 23,0 | 20,3 | 18,1 | 17,5 | 17,8 | 19,2  | 21,3 | 23,5 | 24,9 | 21,9 |
| Átlagos min. hőmérséklet (°C)             | 15,7 | 15,6 | 14,2 | 11,9 | 9,4  | 7,8  | 7,0  | 7,5  | 8,7   | 10,6 | 13,2 | 14,9 | 11,4 |
| Átl. csapadékmennyiség (mm)               | 15   | 17   | 20   | 41   | 69   | 93   | 82   | 77   | 40    | 30   | 14   | 17   | 515  |
| Havi napsütéses órák száma                | 337  | 297  | 292  | 233  | 205  | 175  | 193  | 212  | 224   | 277  | 309  | 334  | 3088 |
| Forrás: World Meteorological Organization |      |      |      |      |      |      |      |      |       |      |      |      |      |

| Hónap                         | Jan. | Feb. | Már. | Ápr. | Máj. | Jún. | Júl. | Aug. | Szep. | Okt. | Nov. | Dec. | Év   |
| ----------------------------- | ---- | ---- | ---- | ---- | ---- | ---- | ---- | ---- | ----- | ---- | ---- | ---- | ---- |
| Átlagos max. hőmérséklet (°C) | 28,0 | 28,0 | 28,0 | 26,0 | 25,0 | 23,0 | 23,0 | 23,0 | 23,0  | 24,0 | 25,0 | 27,0 | 25,2 |
| Átlagos min. hőmérséklet (°C) | 21,0 | 21,0 | 20,0 | 17,0 | 14,0 | 11,0 | 11,0 | 13,0 | 15,0  | 17,0 | 18,0 | 20,0 | 16,5 |
| Átl. csapadékmennyiség (mm)   | 134  | 113  | 120  | 73   | 59   | 28   | 39   | 62   | 73    | 98   | 108  | 102  | 1009 |

| Hónap                                           | Jan. | Feb. | Már. | Ápr. | Máj. | Jún. | Júl. | Aug. | Szep. | Okt. | Nov. | Dec. | Év   |
| ----------------------------------------------- | ---- | ---- | ---- | ---- | ---- | ---- | ---- | ---- | ----- | ---- | ---- | ---- | ---- |
| Átlagos max. hőmérséklet (°C)                   | 25,5 | 25,0 | 24,0 | 21,0 | 19,0 | 16,0 | 16,7 | 19,5 | 23,0  | 23,8 | 24,2 | 25,0 | 21,9 |
| Átlagos min. hőmérséklet (°C)                   | 14,7 | 14,0 | 13,0 | 10,3 | 7,2  | 4,0  | 4,0  | 6,2  | 9,3   | 11,2 | 12,7 | 14,0 | 10,0 |
| Átl. csapadékmennyiség (mm)                     | 125  | 90   | 90   | 55   | 13   | 10   | 5    | 5    | 27    | 70   | 117  | 105  | 712  |
| Havi napsütéses órák száma                      | 250  | 225  | 240  | 240  | 275  | 267  | 285  | 285  | 280   | 270  | 250  | 263  | 3130 |
| Forrás: World Meteorological Organization, NOAA |      |      |      |      |      |      |      |      |       |      |      |      |      |

### Élővilág, természetvédelem
Állatvilága rendkívül gazdag. Jellegzetes afrikai faunájában sok a bennszülött faj, illetve alfaj. A nagy testű állatokat az oroszlán, fehér és fekete orrszarvú, elefánt, kafferbivaly, leopárd, zebra, a barna, a foltos és a cibet-hiéna, valamint a víziló képviseli. Ezekkel az állatokkal többnyire csak a nemzeti parkokban találkozhatunk. Megtalálható még a sivatagi hiúz, a szervál, a jávorantilop, a nagykudu. Elterjedtek az emlősök közül a bennszülött mohos fülesmaki és óriás fülesmaki. Nagyon változatos a madárvilág is. Sok helyen vannak mérges kígyók (puffogó vipera, zöld- és fekete mamba), skorpiók. A természetes ellenségeik visszaszorulása miatt újra elszaporodtak a vándorsáskák, melyek óriási károkat okoznak a növényzetben. A rovarevők rendjéből jellegzetes az endemikus aranyvakondok családja.

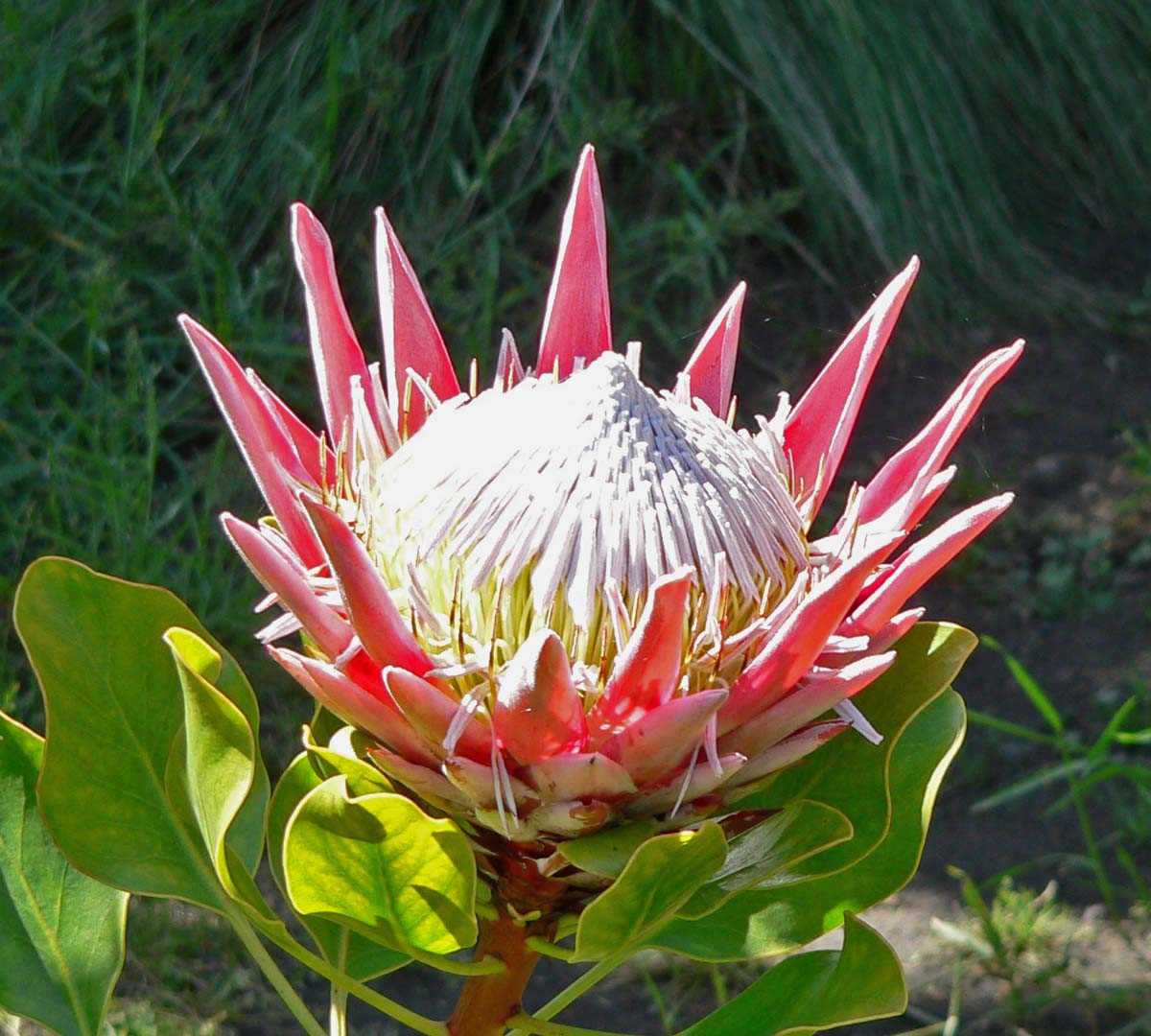
Királyprotea, az ország nemzeti virága

Az ország flórája szintén változatos. Bár az égetéses erdőirtás és a túlzott legeltetés jelentősen megváltoztatta az eredeti növényzetet. Összefüggő örökzöld erdők ma már csak délen, a tengerparti övezetben, és keleten, a peremhegység legcsapadékosabb keleti lejtőin akadnak. Mindössze az ország területének 3%-át borítja erdő. A felföldön leginkább legelők vannak: északnak haladva egyre több az ernyős akácia és a majomkenyérfa. Az északkeleti tengerpartot pálmák és mangrove szegélyezik. Fokföld különleges, fajtákban gazdag növényzetében méter magas hangafélék, tölgyek, eukaliptuszok és berkenyefélék, például proteák találhatók. A passzátok öntözte délkeleti partvidéken esőerdő-öv húzódik pálmafákkal, aloéval és vadbanánnal. A déli tengerparton és a partközeli hegységben fokföldi típusú mediterrán növényzet él. Különleges az úgynevezett Knysna-erdő, de a legtöbb helyen már csak a keménylevelű, örökzöld növényekből álló másodlagos bokros növényzet található. A Dél-Afrikai Köztársaság nemzeti virága a királyprotea.

#### Nemzeti parkjai

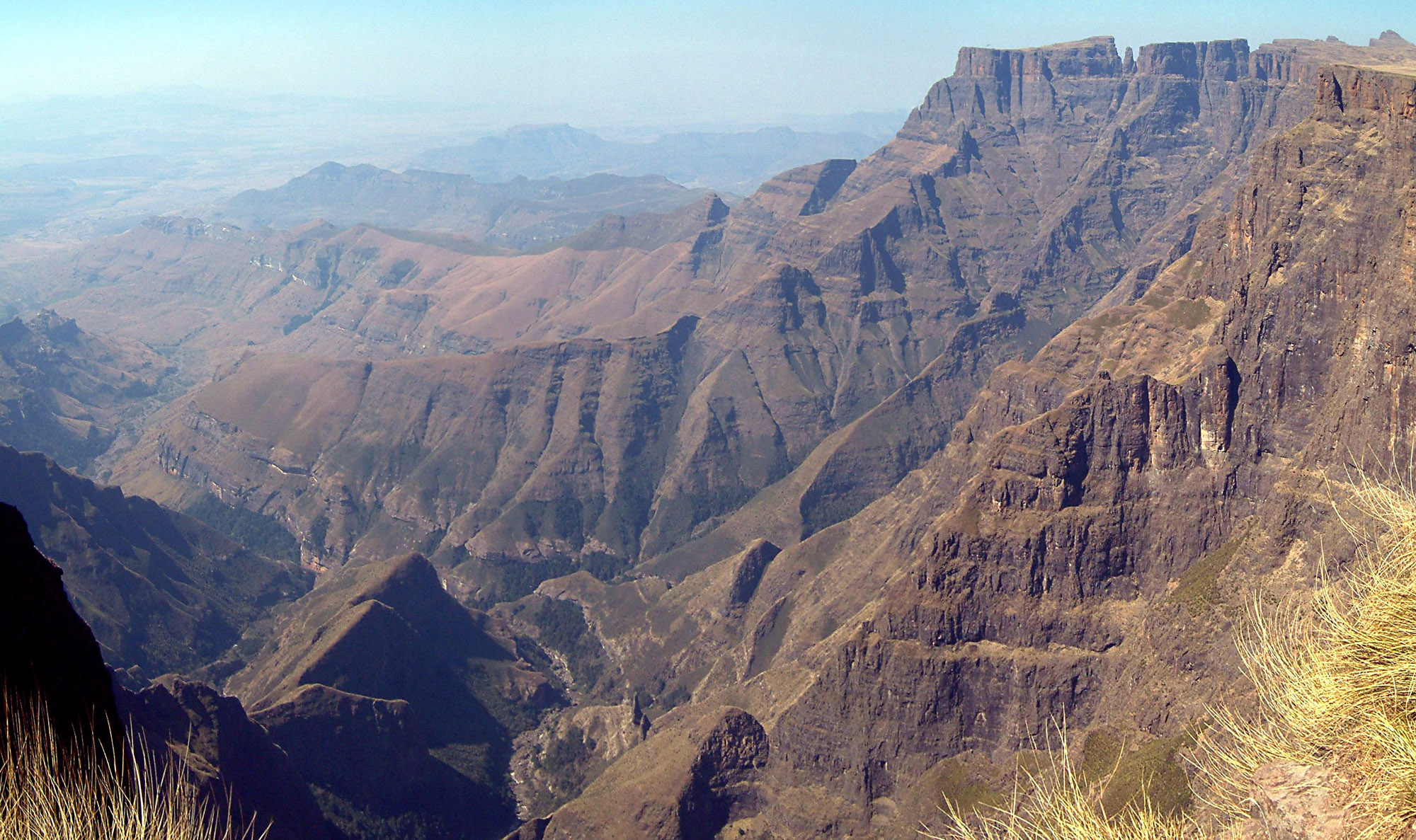
A Royal Natal Nemzeti Park a Drakensbergben

- A nemzeti parkok közül a közel 20 000 km2-es, transvaali Kruger Nemzeti Park a legnagyobb. A parkban jelentős számban figyelhető meg elefánt, bivaly, zsiráf, strucc, hiéna, oroszlán, gepárd, leopárd, majom, víziló, varacskosdisznó, krokodil és különböző antilopfélék.
- A Mountain Zebra Nemzeti Parkban sikerült megtelepíteni a kipusztulástól fenyegetett hegyi zebrát.
- A Hluhluwe Nemzeti Park a fehér és a fekete orrszarvú védett élettere.
- Az Augrabies-vízesés Nemzeti Park tartozik még a nevezetesebb parkok közé.

#### Természeti világörökségei
A világ természeti örökségének része:
- A Richtersveld botanikai és kultúrtáj
- Greater St. Lucia Wetland Nemzeti Park
- Ukhahlamba / Drakensberg Nemzeti Park (a kulturális világörökségnek is része)
- A Cape Floral régió védett területe - különlegesen változatos, szárazságtűrő növényvilág
- Vredefort-kráter

## Történelem

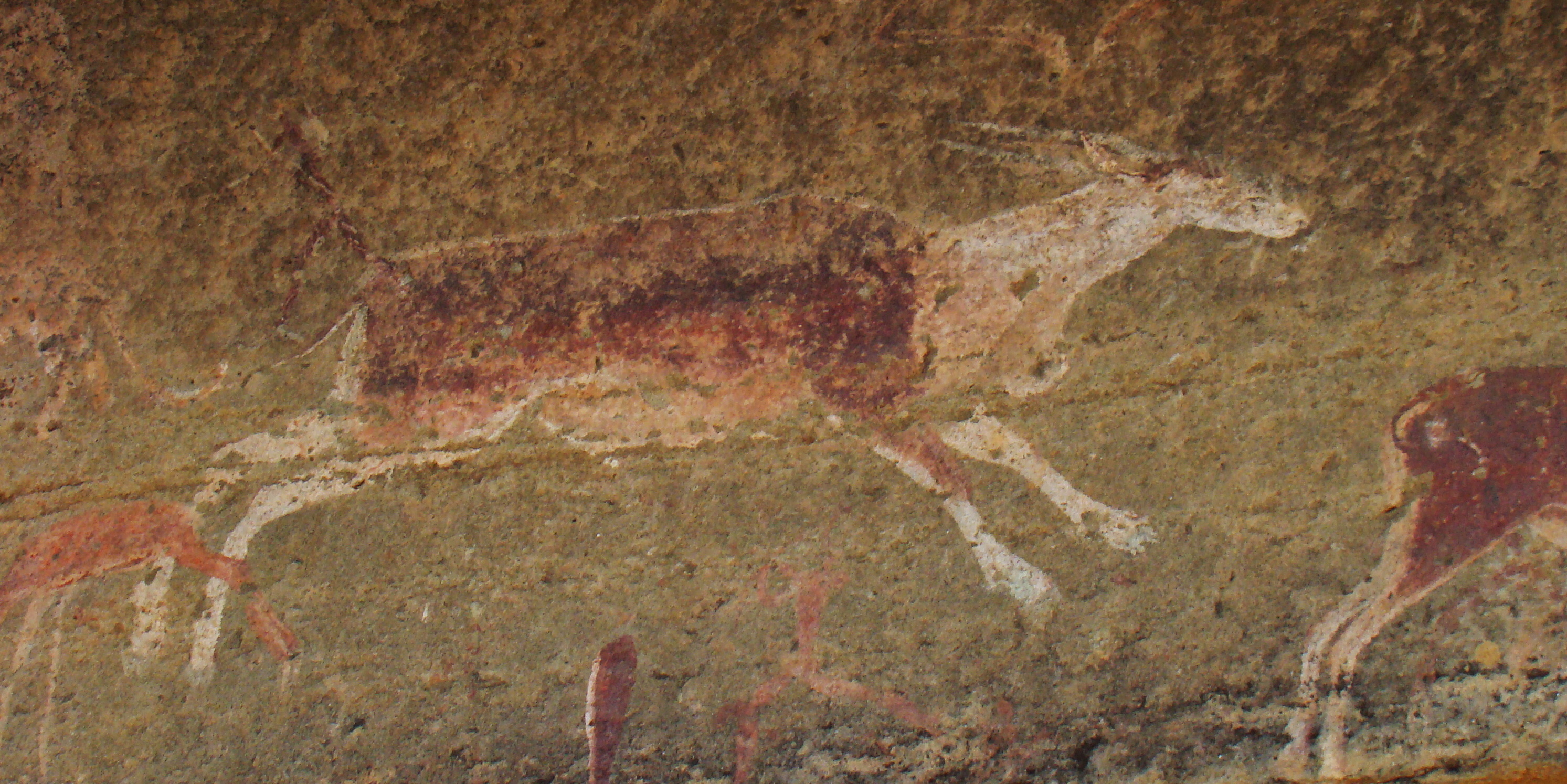
Ősi busman sziklarajzok, Drakensberg

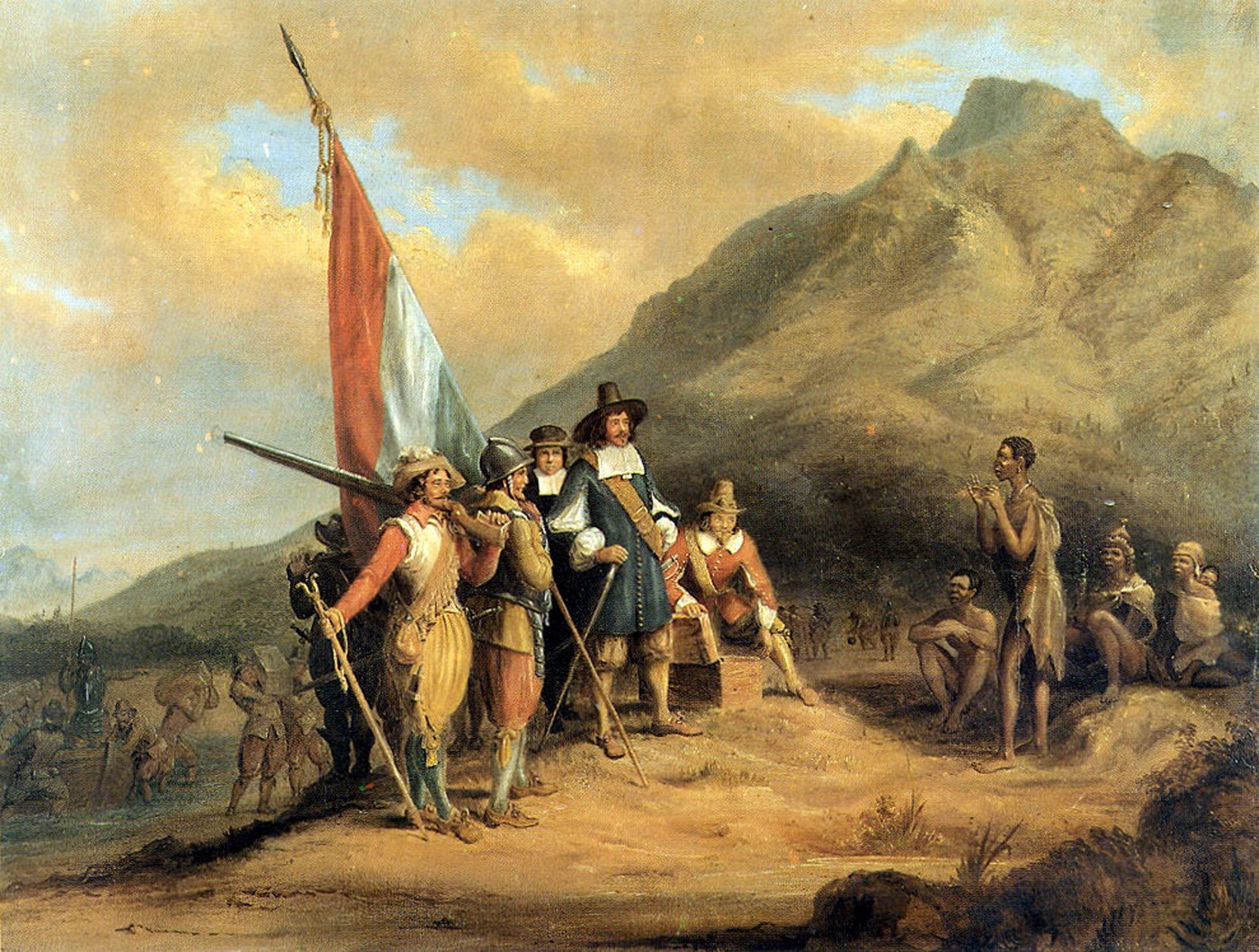
Az első európai (holland) gyarmatosítók érkezése Fokföldre, 1652-ben. (festmény, Charles Davidson Bell)

A talált leletek alapján a Dél-afrikai Köztársaság területén kb. negyedmilliárd évvel ezelőtt már ősállatok éltek.
Kb. 20-40 000 évvel ezelőtt a Dél-afrikai Köztársaság területén khoikhoi és szan törzsek, éltek kis csoportokban, amelyek tagjai kezdetleges szerszámokat használva vadásztak, halásztak. Ezekből a csoportokból alakultak ki a busmanok, akiknek a mai napig élnek leszármazottaik a Kalahári-medencében.
A terület első felfedezői a portugálok voltak:
- 1487-ben Bartolomeu Dias elérte a Jóreménység fokát, majd
- 1498-ban Vasco da Gama Afrika megkerülésével eljutott Indiába.

1652-ben alapították a hollandok Fokvárost kereskedőtelepként, amelyet 1814-ben Anglia vásárolt meg. Ekkor alakult az első jelentős angol kolónia, Port Elizabeth.

### Keleti terület
Az ország keleti részére a voortrekkerek, azaz a továbbvándorlók kerültek, a búrok pedig az ország belseje felé igyekeztek.
Az 1834 és 1840 között tartó vándorlásokat nagy treknek nevezték el.
A zuluk és a búrok között folyamatosak voltak a háborúskodások, míg 1838. december 16-án a Blood River (Véres-folyó) melletti csatában a búrok legyőzték a zulukat.
A búrok 1838-ban alapították első köztársaságukat Natalia néven, amely 1842-ben angol gyarmat lett. Ekkor a búrok visszavonultak, de a zuluk támadták az angolokat. Az angolok hosszú csatában több ezres veszteséggel foglalták el a mai KwaZulu-Natal területét.

### Északi terület
Míg az angolok keleten KwaZulu-Natalért küzdöttek, északon két önálló köztársaságot alapítottak az afrikánerek:
- Oranje Szabadállam
- Transvaal Köztársaság

A terület értékét a Kimberleyben lévő gyémánt és a Johannesburgban fellelt arany növelte.

### Az angol-búr háborúk
1899-ben kitört a második angol-búr háború. A csata során 14 000 afrikai bennszülött vált áldozattá, míg az angol koncentrációs táborokban 28 000 búr vesztette életét. 2,5 év után a búrok megadták magukat.
A búr háborúban (1880–1902) Anglia megfosztotta a búr államokat függetlenségüktől.
1902-ben a Transvaal Köztársaság, a vereenigingi békeszerződés aláírásával angol gyarmat lett.

### ADél-afrikai Unióbrit domínium
1910-ben Fokföld, Transvaal, Oranje és Natal brit koronagyarmatok egyesítésével – domíniumként – megalapították a Dél-afrikai Uniót, amelynek államfője az aktuális brit uralkodó, akit az országban főkormányzó (Governor-General of South Africa) képviselt, első miniszterelnöke pedig Louis Botha tábornok lett. 1914-ben búr felkelők létrehoztak egy átmeneti dél-afrikai búr köztársaságot, de ezt a britek és helyi támogatóik néhány hónapon belül szétverték. A Dél-afrikai Unió 1926-tól a Brit Nemzetközösség tagja volt, perszonálunióban Nagy-Britanniával.

A Dél-afrikai Unió brit domínium zászlója 1910 és 1928 között.
A Dél-afrikai Unióban a brit uralkodót képviselő főkormányzó (Governor-General of South Africa) zászlaja 1910 és 1931 között
A Dél-afrikai Unióban a brit uralkodót képviselő főkormányzó zászlaja 1931 és 1953 között.

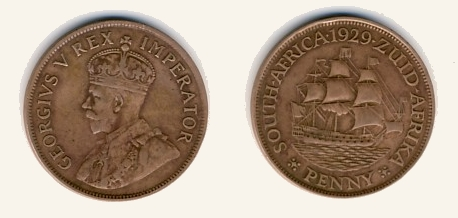
V. György brit király dél-afrikai 1 pennys érméjének elő- és hátoldala. A Dél-afrikai Unió minden érméjén az aktuális brit uralkodó portréja szerepelt V. Györgytől II. Erzsébetig.
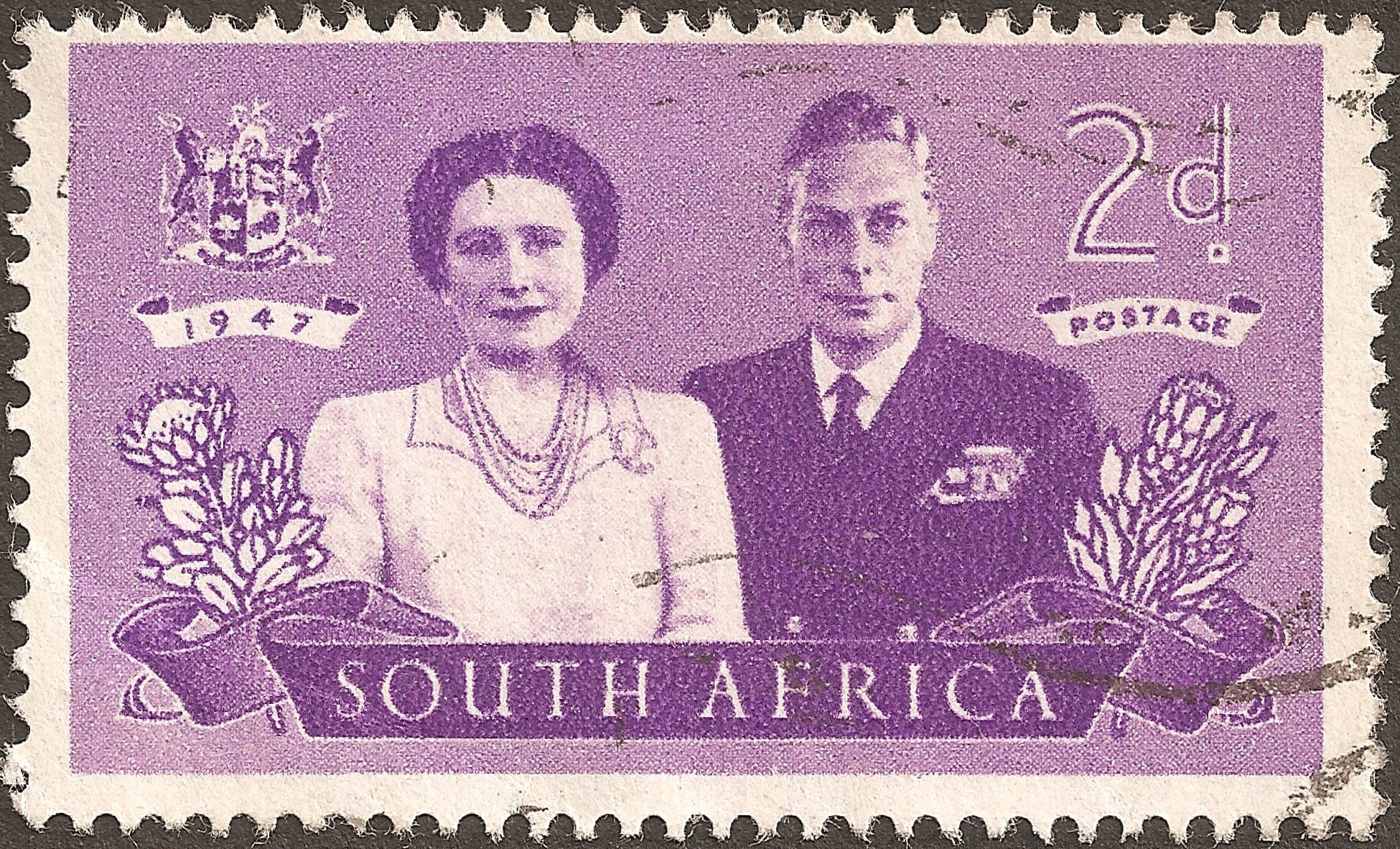
Dél-afrikai, 2 pennys postabélyeg VI. György és Erzsébet királyné portréjával, melyet a királyi pár 1947-es látogatása alkalmából bocsátottak ki.
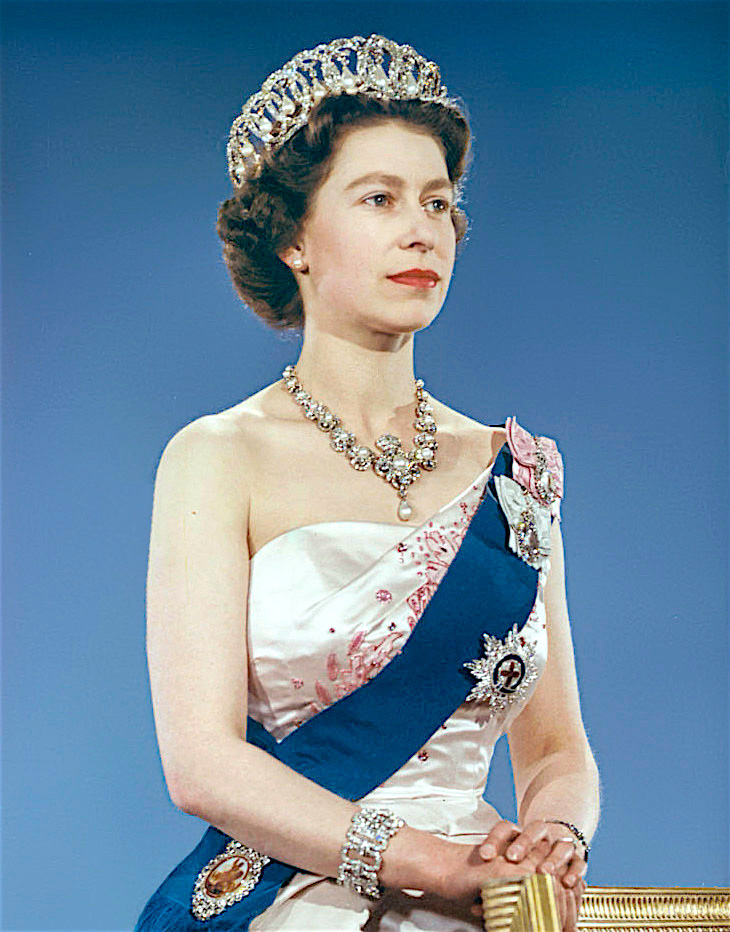
Az utolsó dél-afrikai uralkodó II. Erzsébet királynő (Queen of South Africa) volt 1952 és 1961 között.

### A Dél-afrikai Köztársaság megalapítása
1961-ben egy népszavazás után, melyen csekély többséggel (52,29 % köztársaság, 47,71 % monarchia) kikiáltották az ország függetlenségét, kiléptek a Brit Nemzetközösségből, II. Erzsébet királynő dél-afrikai uralkodói tisztsége megszűnt, a Dél-afrikai Unió helyett létrejött a Dél-afrikai Köztársaság.
Az országban az élet minden területén – gazdaságban, politikában, kultúrában – az apartheid, azaz a faji megkülönböztetés érvényesült. Minden terület a fehérek kezében összpontosult. Új törvényeket hoztak a 40-es évektől, amelyek a feketéket háttérbe szorították. Ez a rendszer azonban az 1990-es évek elején összeomlott, több száz törvényt hatályon kívül helyeztek és 1994-ben már a fekete lakosság is részt vehetett a választásokon. 1994. május 10-én Nelson Mandela lett a Dél-afrikai Köztársaság első demokratikusan megválasztott elnöke.

### Az apartheid rendszer bukása után
Az apartheid utáni Dél-Afrikában az emberek milliói, többnyire feketék, továbbra is szegénységben élnek. Korábban ritka volt a szegény fehér ember - a számuk nagyon megnőtt. Sokan az apartheid rendszer hatásának tulajdonítják ezt, de egyre többen vannak olyanok, akik szerint a fennálló kormányzat rossz pénzügyi és költségvetési politikája az oka annak, hogy egyre egyenlőtlenebbül oszlik el a gazdagság, a gazdasági növekedés eredményét kevesen élvezhetik.
Az AIDS-betegség járványszerű méreteket öltött. A kormányzat tehetetlen vele szemben, az átlagosan várható élettartam drasztikusan zuhant 1994 óta.

## Államszervezet és közigazgatás

### Alkotmány, államforma

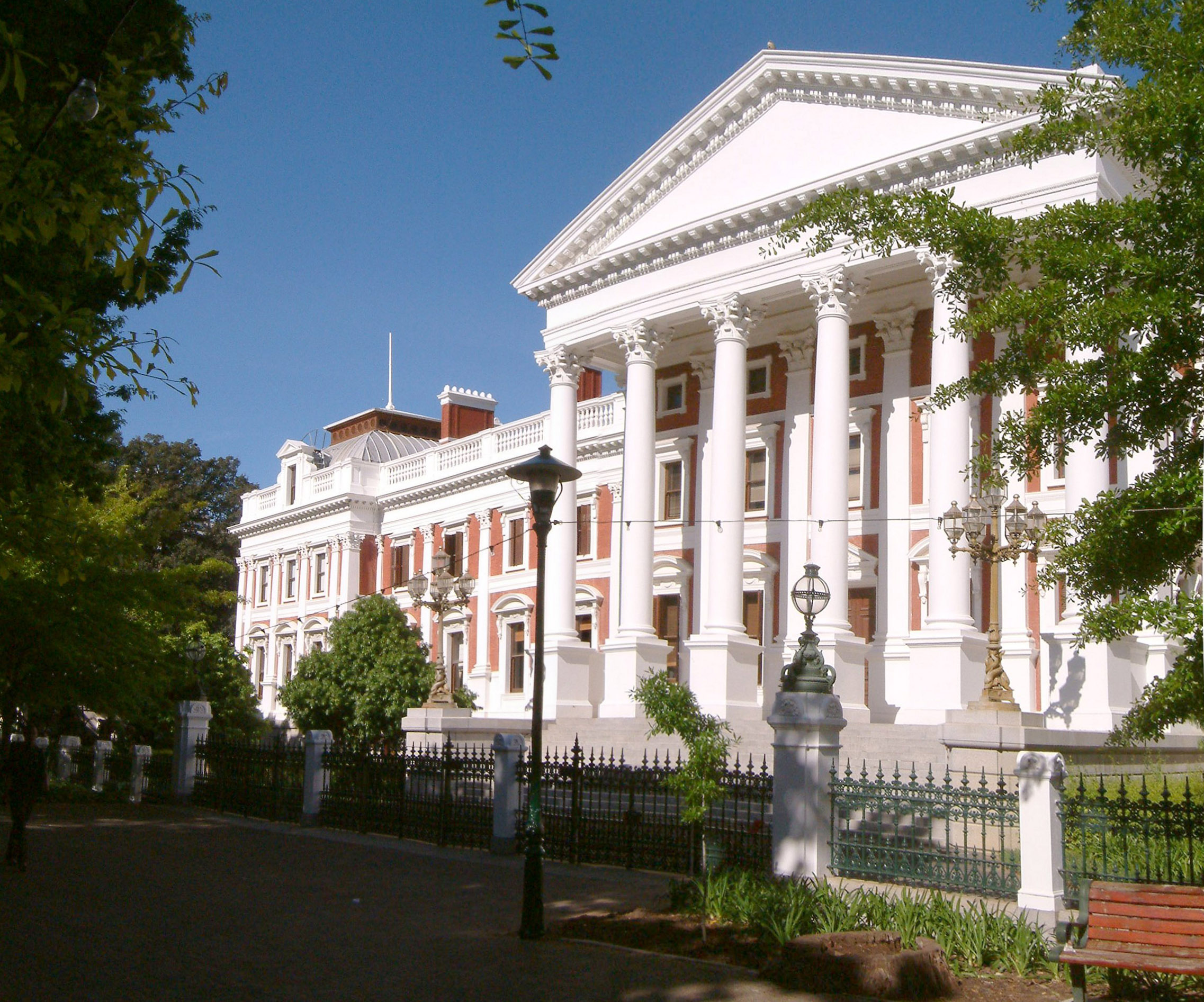
A parlament Fokvárosban

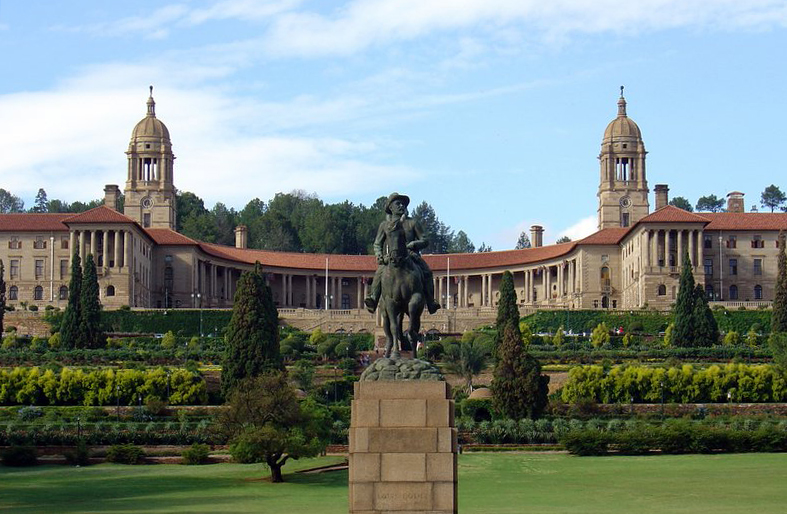
A kormány hivatalos székhelye Pretoriában

Az 1994-ben életbe lépett alkotmány szerint államformája kétkamarás törvényhozással rendelkező többpártrendszerű parlamentáris köztársaság. A kétkamarás parlament a négyszáz fős nemzetgyűlésből és a kilencven tagú szenátusból áll. A nemzetgyűlés felét az országos pártlistákról, másik felét a tartományi pártlistákról választják. A szenátust a négy régi tartomány (Fokföld, Natal, Oranje, Transvaal) és a tíz Bantusztánból kialakított kilenc új tartomány tíz-tíz küldötte alkotja. Az államfőt, aki egyben a kabinet elnöke, és a végrehajtó hatalom legfőbb irányítója, a nemzetgyűlés választja meg. A törvényhozás központja Fokváros. A törvényeket mindkét kamarának el kell fogadnia.

### Törvényhozás, végrehajtás, igazságszolgáltatás
A feketék ellenállásukat első ízben az 1912-ben megalakított Dél-afrikai Őslakosok Pártjával fejezték ki, amely később Afrikai Nemzeti Kongresszus lett.
1960. március 21-én egy fekete tüntetés alakult ki, amelyből fegyveres mozgalom lett, amely során az egyik vezető – Nelson Mandela – börtönbe került, míg a másik – Oliver Thambo – megszökött.
Az 1989-es év hozott elsőként a Dél-afrikai Köztársaság történetében jelentős változást, amikor F. W. de Klerk került hatalomra.
1990-ben megszüntette az apartheidet és véget vetett Mandela raboskodásának.
1993-ban De Klerk és Mandela Nobel-békedíjat kaptak.
1994. április 27-ére kitűzték az első demokratikus választásokat, amelyen a Nelson Mandela vezette ANC győzött, aki koalíciós kormányt alakított a Nemzeti Párt és az Inkhata Szabadság Párt részvételével.
A rendszerváltás után sok fehér elhagyta az országot, a gazdaság visszaesett, a bűnözés megnőtt.
Az ANC hatalomra kerülése után az ENSZ által nyilvántartott ún. HDI index ("Human Development Index") drámaian visszaesett.
„A gyilkosságoknak leginkább kitett csoport a világon, bőrszíntől függetlenül, a dél-afrikai farmerek, akiket gyakran több órás kínzások után mészárolnak le. 100 000 farmerre évente 313 gyilkosság jut, amely négyszer több, mint az egyéb kisebbségeket érintő hasonló arány, és kétszer több, mint az iraki háborús övezetben. A dél-afrikai polgárok egy rejtett, hadüzenet nélküli háborúban élnek, amely főleg az egyéni gazdálkodókat érinti, illetve teszi létüket lehetetlenné.”
Dél-Afrikában, a hivatalos statisztikák szerint, évente kb. 50 000 embert gyilkolnak meg, de a valós adat - a kormány statisztikai manipulációja miatt - ennek kétszerese lehet.
Az ANC, a Dél-Afrikai Kommunista Párt, és más hasonló szervezetek rendezvényein (Nelson Mandela, valamint a jelenlegi vezetők részvételével) gyakran eléneklik az „Öljétek meg a búrokat!” kezdetű „mozgalmi dalt”.,
Egyes radikális búrok nem nyugodtak bele az ANC uralmába, és például 2002-ben bombatámadásokat intéztek közlekedési vonalak és más létesítmények ellen.

### Politikai pártok
A főbb pártok: 
- Afrikai Kereszténydemokrata Párt (African Christian Demokratic Party, ACDP, alapítva 1993-ban);
- Afrikai Nemzeti Kongresszus (African National Congress, ANC, alapítva 1912-ben);
- Demokratikus Szövetség (Dél-afrikai Köztársaság) (Democratic Alliance, DA, alapítva 2000-ben);
- Inkatha Szabadság Párt (Inkatha Freedom Party, IFP, alapítva 1990-ben);
- Szabadságfront Plusz (Freedom Front Plus, FF+, alapítva 1997-ben);
- Pánafrikai Kongresszus (Pan-African Congress, PAC, alapítva 1959-ben);

### Közigazgatási beosztás
| Nyugat-Fokföld Kelet-Fokföld KwaZulu-Natal Észak - Fokföld Szabadállam (tartomány) | Északnyugati tartomány Gauteng Mpumalanga Limpopo |

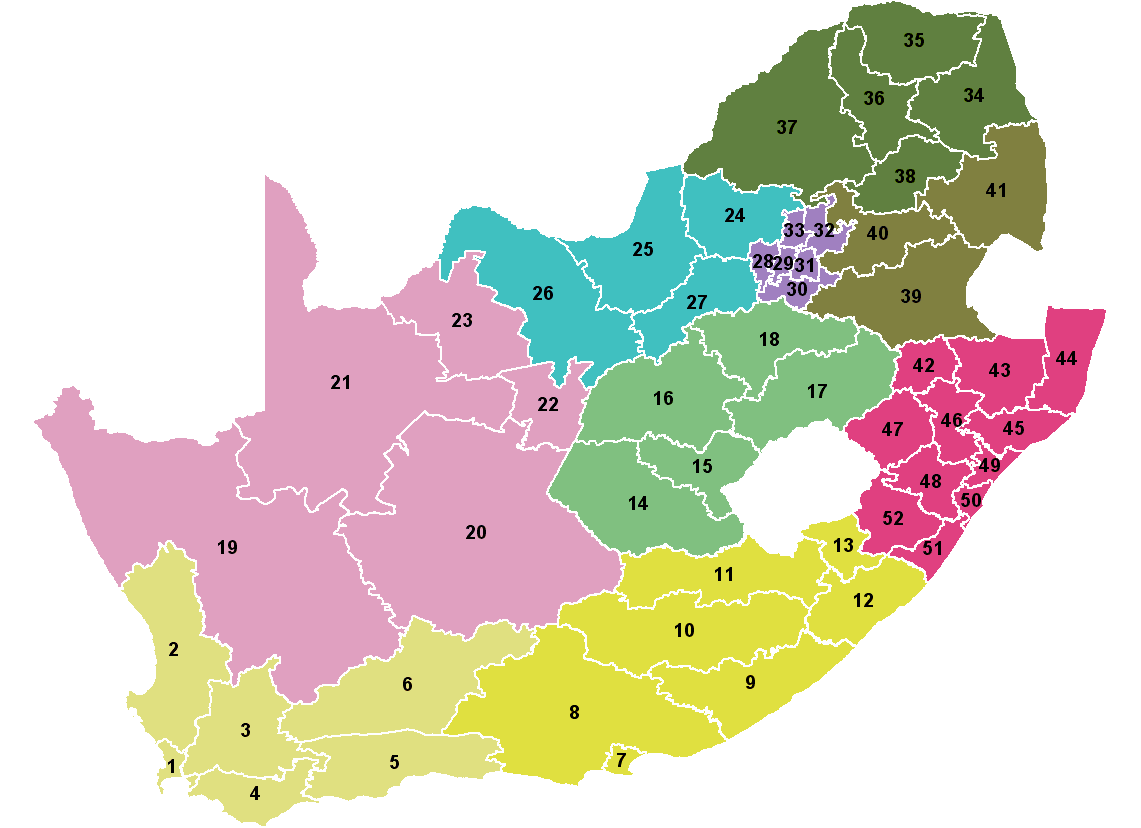
A Dél-Afrikai Köztársaság tartományai (színezve) és a kerületek (számozva)

Az ország az alkotmány értelmében kilenc, önálló törvényhozással és kormányzattal rendelkező tartományra oszlik. Ezek a következők (zárójelben a székhelyek):
- Nyugat-Fokföld angolul: Western Cape (Fokváros)
- Kelet-Fokföld angolul: Eastern Cape (Bisho)
- KwaZulu-Natal (Pietermaritzburg)
- Észak-Fokföld angolul: Northern Cape (Kimberley)
- Szabadállam (Bloemfontein)
- Északnyugati tartomány (angolul: North West  (Mafikeng)
- Gauteng (Johannesburg)
- Mpumalanga (Nelspruit)
- Limpopo (Polokwane)

A kilenc tartomány összesen 52 kerületre oszlik.

#### A Dél-afrikai Köztársaság tengerentúli területe
- Prince Edward-szigetek
  - Terület: 316 km2
  - Népesség: a meteorológiai kutatóállomás személyzete

## Népesség

Dél-Afrika népsűrűségi térképe

### Népességének változása
| Lakosok száma | 51 770 560 | 55 653 654 | 55 445 000 | 57 725 600 | 59 622 350 | 60 142 978 | 62 027 503 |
|               | 2011       | 2016       | 2017       | 2018       | 2020       | 2021       | 2022       |

### Általános adatok
A népesség eloszlása mind területileg, mind etnikailag nagyon egyenetlen. Az ország nyugati és északi része gyéren lakott, a lakosság főként a keleti és a déli területeken összpontosul. A terület kétharmada lakatlan, a népsűrűség keletről nyugatra haladva csökken. Dél-Transvaalban 300 fő/km², míg a leggyérebben lakott Észak-Fokföldön 2 fő/km². A feketék nagyjából fele homelandekben él; negyedrészük a „fehér” városok peremén, saját településeiken, mintegy 20%-uk vidéki, „fehér” körzetek lakosa. A fehérek 90%-a él városokban; a városiasodás országos aránya 56%. Az ország legsűrűbben lakott vidéke Pretoria-Johannesburg-Vereeniging összefüggő agglomerációja. A kor szerinti megoszlás nagyon eltérő: a feketék 38%-a, a fehéreknek viszont csak 28%-a fiatalabb 15 évesnél. Az évi természetes szaporodás 1985 és 1995 között 2,4% volt. A születéskor várható élettartam 63 év. 2017-ben a felnőtt lakosság 12,95%-a volt analfabéta.

### Etnikai, nyelvi megoszlás

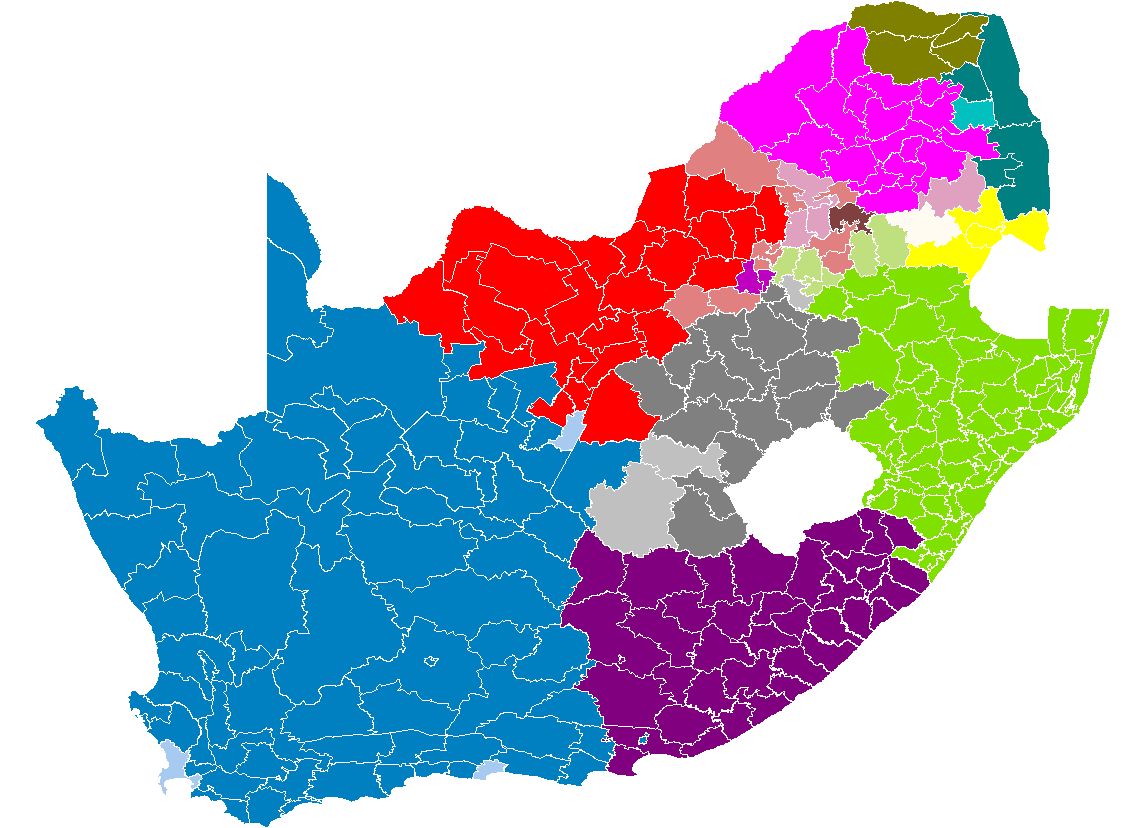
Dél-Afrika fő nyelvei régiók szerint
afrikaans
ndebele
északi-szotó
déli-szotó
szvázi
conga
cvána
venda
khosza
zulu

Az országban sok száz nyelvet és nyelvjárást beszélnek. A főbb nyelvek: angol, afrikaans, zulu (30,1%), szvázi (3,4%), ndebele (2%), déli-szotó (10%), északi-szotó, conga (5,6%), cvána (10,3%), pedi (11,9%), venda (2,9%) és khosza (xhosza) (22,3%).
A fehérek 59,1%-a afrikaans, 39,3%-a angol, 0,1%-a khosza anyanyelvű. 1,1% valamilyen nem-hivatalos nyelvet beszél.
Az országban 4000 fős magyar kisebbség él, többségük az 1956-os forradalom után menekült Dél-Afrikába.
2003-as adatok szerint a lakosság 21,5%-a (5,3 millió ember) HIV-fertőzött.
A 19. század elején a lakosság összetétele a következő volt:
- 26 000 fő fehér
- 30 000 fő rabszolga, akiket a Távol-Keletről hurcoltak oda
- 20 000 fő bennszülött

A lakosság összetétele a 2001-es cenzus szerint:
- afrikai/fekete 79%
- fehér 9,6%
- egyéb 8,9%
- indiai/ázsiai 2,5%

Népcsoportok: zulu 24%, keverék 11%, búr 10%, északi szotó 10%, sosza (xhosza) 10%, déli szotó 7%, angol 6%, cvána 6%, egyéb 16%.
A 2022. évi adatok szerint az ország lakossága 62 027 503 fő, amelyből etnikai szempontból 81,4% fekete, 8,2% kevert, 7,3% fehér, 2,7% ázsiai, 0,4% egyéb.
A népesség fele városlakó. A nagyobb városokban az országos átlagnál nagyobb arányban vannak fehér lakosok, így például a 2010-es évtizedben Johannesburg (12,3%), Fokváros (16,2%), Durban (15,3%), Pretoria (52,45%), Gqeberha, Port-Elisabeth (37,8%), Vereeniging (33,1%), East London (16%), Bloemfontein  (29,8%).
Dél-Afrikában 11 hivatalos nyelvet használnak, ezek: angol, afrikaans (búr), zulu, pedi, conga, xhosza, szvázi, ndebele, déli- szotó, északi-szotó, tsonga (vagy shangaan), tswana és a venda.

### Vallási megoszlás
Vallási megoszlás 2016-ban :
- keresztény: független fekete keresztény 25%, pünkösdi-karizmatikus 15%, római katolikus 7%, metodista 5%, kálvinista 4%, anglikán 3%, más keresztény 13,5%, felekezet nélküli keresztény 4,5%,
- más ábrahámi vallású: muszlim 1,6%, zsidó 0,1%
- hagyományos afrikai vallású 4,5%
- más 2,7%
- nincs vallása 11%, nem nyilatkozott 1,4%

### Egészségügy, szociális rendszer
Az egészségügyi ellátás a városokban nagyon jó, a vidéki körzetekben azonban sokkal kevésbé hozzáférhető. A fekete népességen belül az alultápláltságból fakadó halandóság és a gyermekhalandóság a népességen belül gyakoribb, mint a népesség más csoportjaiban. A kwashiorkor szinte népbetegségnek számít.
A szociális gondoskodás keretében nyugdíjat és családi segélyeket folyósítanak, a szociális ápolás az idősekre, a fogyatékosokra és a gyermekekre terjed ki.

## Gazdaság

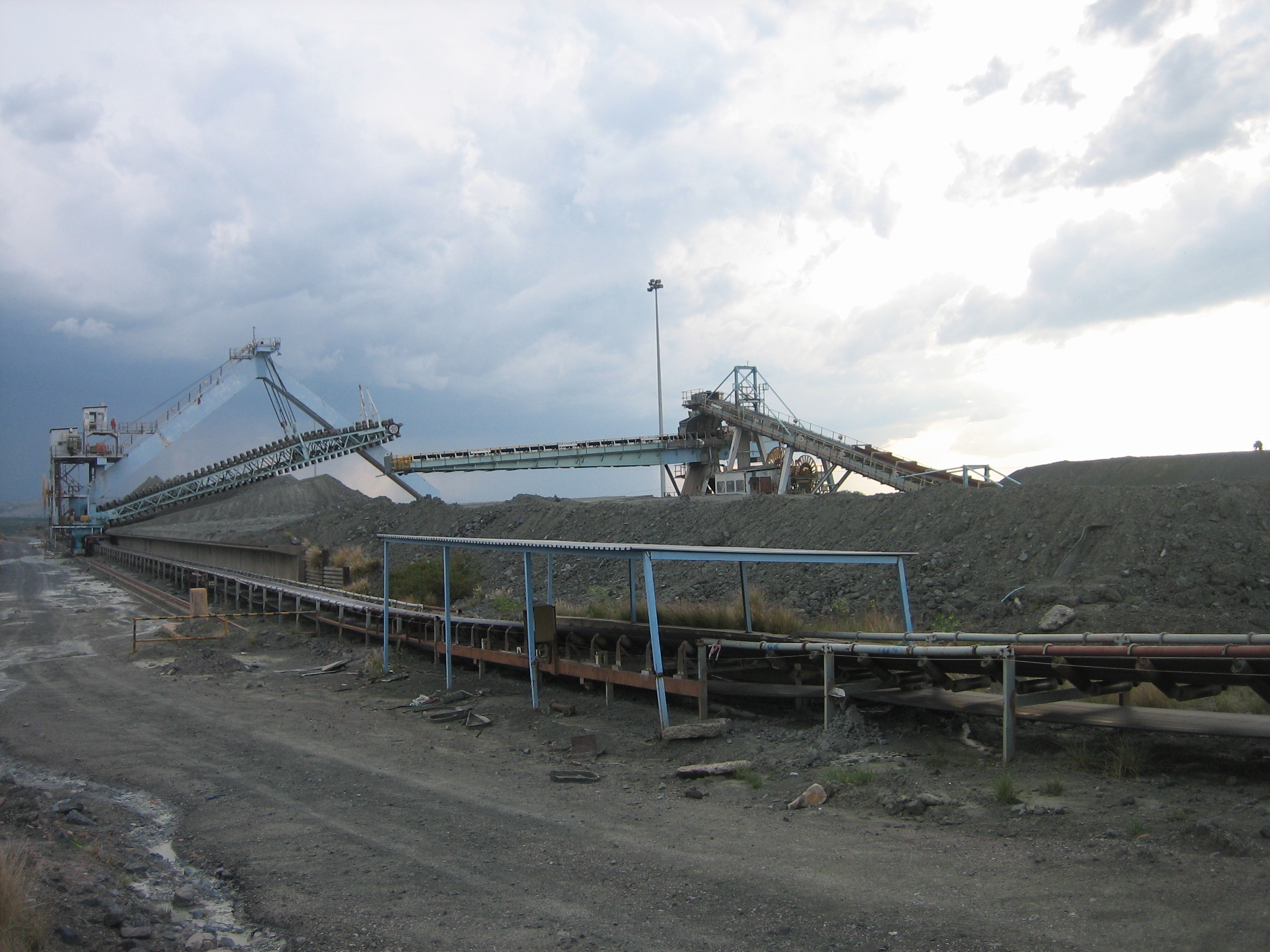
Gyémántbánya, Cullinan

Afrika legiparosodott, technológiailag legfejlettebb és legdiverzifikáltabb gazdaságával rendelkezik.
A Föld ásványkincsekben leggazdagabb országai közé tartozik. A világ aranytermelésének több mint 45%-át adja, valamint nagy mennyiségű uránt, gyémántot, platinát, vasat, vanádiumot, mangánt, krómot, rezet, azbesztet és kőszenet, grafitot, nióbiumot és kolumbitot bányásznak itt.
A gyémántnak mindkét fajtáját bányásszák, az ipari és az ékszergyémántot is. Nagy mélységű tárnákat létesítettek, mert a geotermikus gradiens értéke kisebb az átlagnál (átlag = 33 m/°C), ami azt jelenti, hogy csak több száz méterenként nő a hőmérséklet egy fokot.
Kőolajban és földgázban szegény ország, ezért behozatalra szorul. Az arab országoktól hajókon hozzák be és Natalból (Durban) küldik tovább az ország más részeibe.
Fontos ipari városok: Fokváros, Johannesburg és Richardsbay.

### Általános adatok
Gazdasága: ipari agrárország. A kereső lakosság 13%-a a mezőgazdaságban, 30%-a a kitermelő-, és a feldolgozóiparban, 57%-a a tercier szektorban dolgozik. Magas az idénymunkákban és a bányászatban a környező országokból származó vendégmunkások száma. Meghatározó az angol, amerikai és francia tőkéscsoportok szerepe, melyek a gyémántbányászat majdnem egészét, az aranybányászat kétharmadát, a bányászat egyharmadát, s a feldolgozóipar 50%-át tartják a kezükben. A világon a leggyorsabban ebben az országban térülnek meg a külföldi tőkebefektetések. A GDP 40%-át adja a bányászat és az ipar, a mezőgazdaság részaránya 5%.

### Gazdasági adatok
Az ország gazdasági adatai 2012-2017 között:
| Év   | GDP (milliárd US$ PPP) | GDP per fő (US$ PPP) | GDP növekedés (reál) | Infláció | Munkanélküliség | Államadósság (GDP %-ban) |
| ---- | ---------------------- | -------------------- | -------------------- | -------- | --------------- | ------------------------ |
| 2012 | 659.3                  | 12,600               | 2.3 %                | 5.6 %    | 24.9 %          | 41.0 %                   |
| 2013 | 686.6                  | 12,930               | 2.5 %                | 5.8 %    | 24.7 %          | 44.1 %                   |
| 2014 | 711.8                  | 13,204               | 1.8 %                | 6.1 %    | 25.1 %          | 46.7 %                   |
| 2015 | 728.8                  | 13,311               | 1.3 %                | 4.6 %    | 25.4 %          | 49.3 %                   |
| 2016 | 742.2                  | 13,345               | 0.6 %                | 6.3 %    | 26.7 %          | 51.6 %                   |
| 2017 | 765.6                  | 13,544               | 1.3 %                | 5.3 %    | 27.5 %          | 52.7 %                   |

### Gazdasági ágazatok

#### Mezőgazdaság

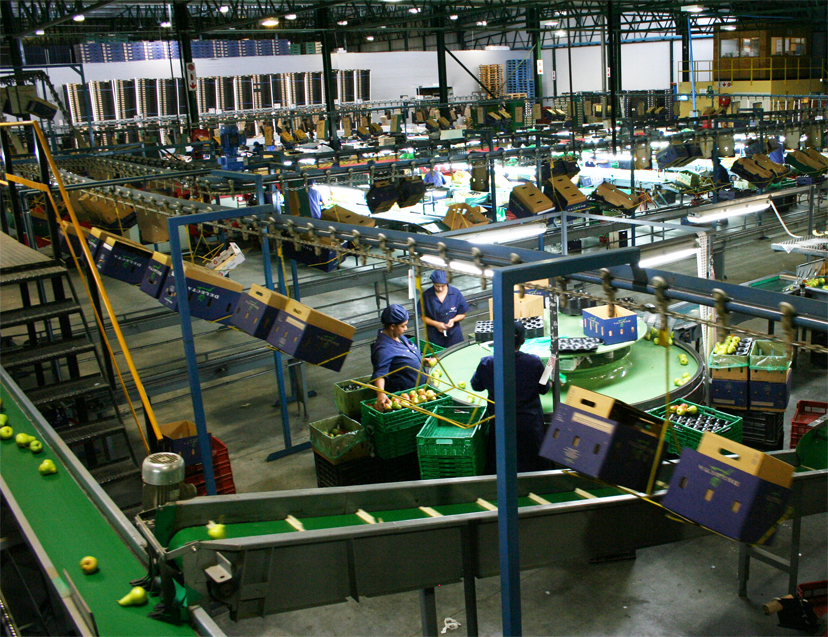
Dolgozók gyümölcsöt pakolnak exportra egy üzemben

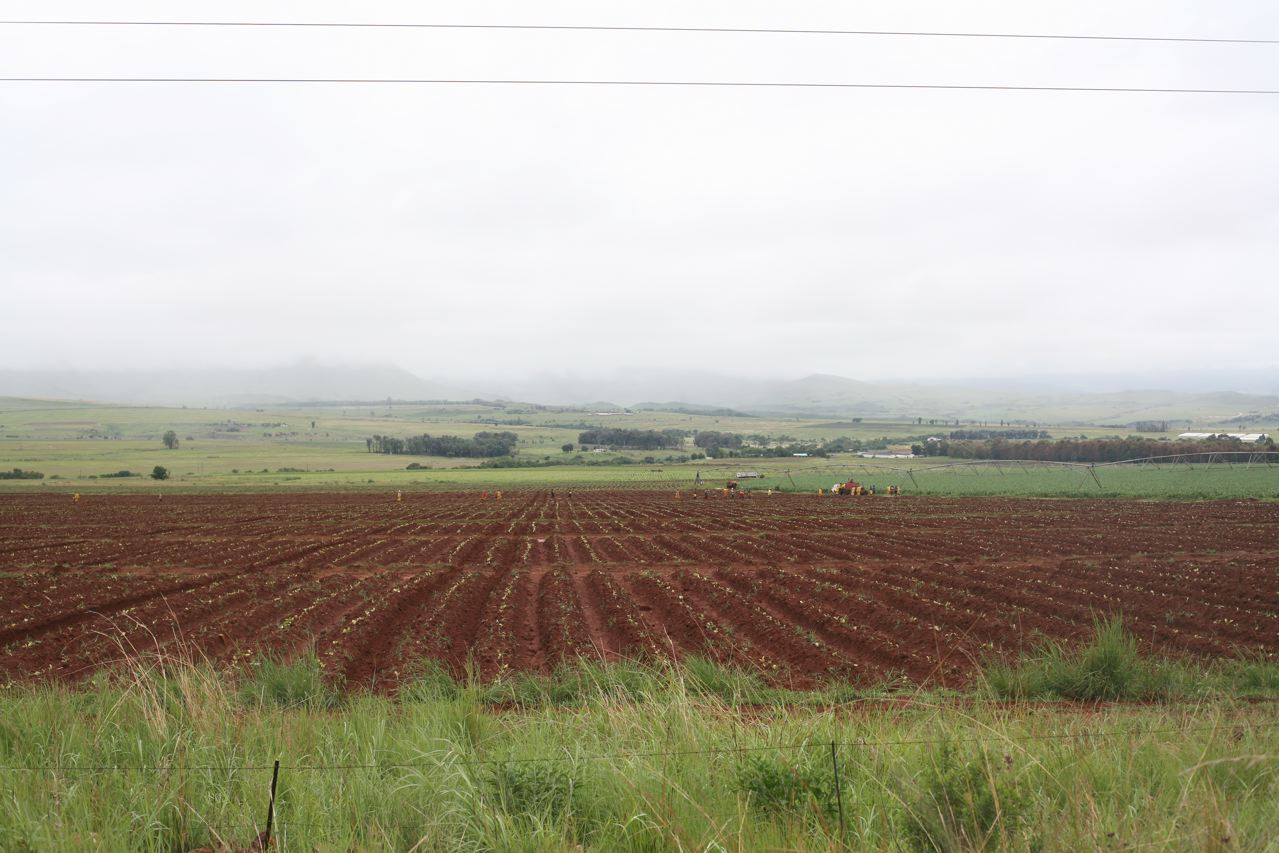
Mezőgazdasági terület, Mpumalanga

A szélsőséges csapadékeloszlás kiszámíthatatlanná teszi a termést, az öntözés, bár szükséges lenne, nehezen megoldható, és a talajpusztulás szintén jelentős probléma. A birtokmegoszlás nagyon egyoldalú, a művelt területek 4/5-e a fehér farmerek tulajdonában van. Ezeken a több ezer hektár területű, mintegy 1 millió bantu részesbérlőt, illetve parasztot foglalkoztató, jól felszerelt farmokon. Legeltető gazdálkodás jellemző: juh- és szarvasmarha-tenyésztés, kukorica-, búza-,cukornád- és gyümölcstermesztés folyik. Amíg a fehérek nagyüzemei fejlett technikát alkalmaznak és piacra termelnek, addig az egykori bantusztánokban az önellátó kisparaszti gazdálkodás a jellemző, ahol túlnyomórészt kukoricát, burgonyát és zöldségféléket termelnek. Az országban 13 millió szarvasmarha, 30 millió juh, 6 millió kecske, 1,5 millió sertés van. A juhállomány 60%-át a kiváló gyapjat adó merinó, tizedét a karakül juhok teszik ki. A világ moher szükségletének felét fedezi az egy millió db-os angórakecske-állomány. Tejtermékekből, húsból és gyapjúból számottevő az export. Az ország területének 12%-a szántóföld, 2/3-a legelő, melyek minősége változó. Gyümölcs- és szőlőtermesztéssel Fokföld mediterrán éghajlatú tengerparti sávjában foglalkoznak. A narancstermés évi 580–690 ezer tonna, a szőlőtermesztésből évente 9–10 millió hektoliter bort állítanak elő, cukornádból évi átlagban 1,8–2 millió tonna finomított cukrot gyártanak, az ananásztermés évi átlaga 200–260 ezer tonna, a banáné 170–180 ezer tonna. A keleti területeken jelentős még a rizs- és a földimogyoró-termesztés. Számottevő a parti és a mélyvízi halászat, főleg a nyugati parton, ahol a hideg Benguela-áramlás planktonban gazdag vize nagy mennyiségű szardíniát, makrélát és barrakudát tart el. A zsákmány 2/3-a exportra kerül. Az erdőgazdálkodás jelentősége viszonylag csekély, de az ország faszükségletének nagyobb részét képes kielégíteni.

#### Ipar

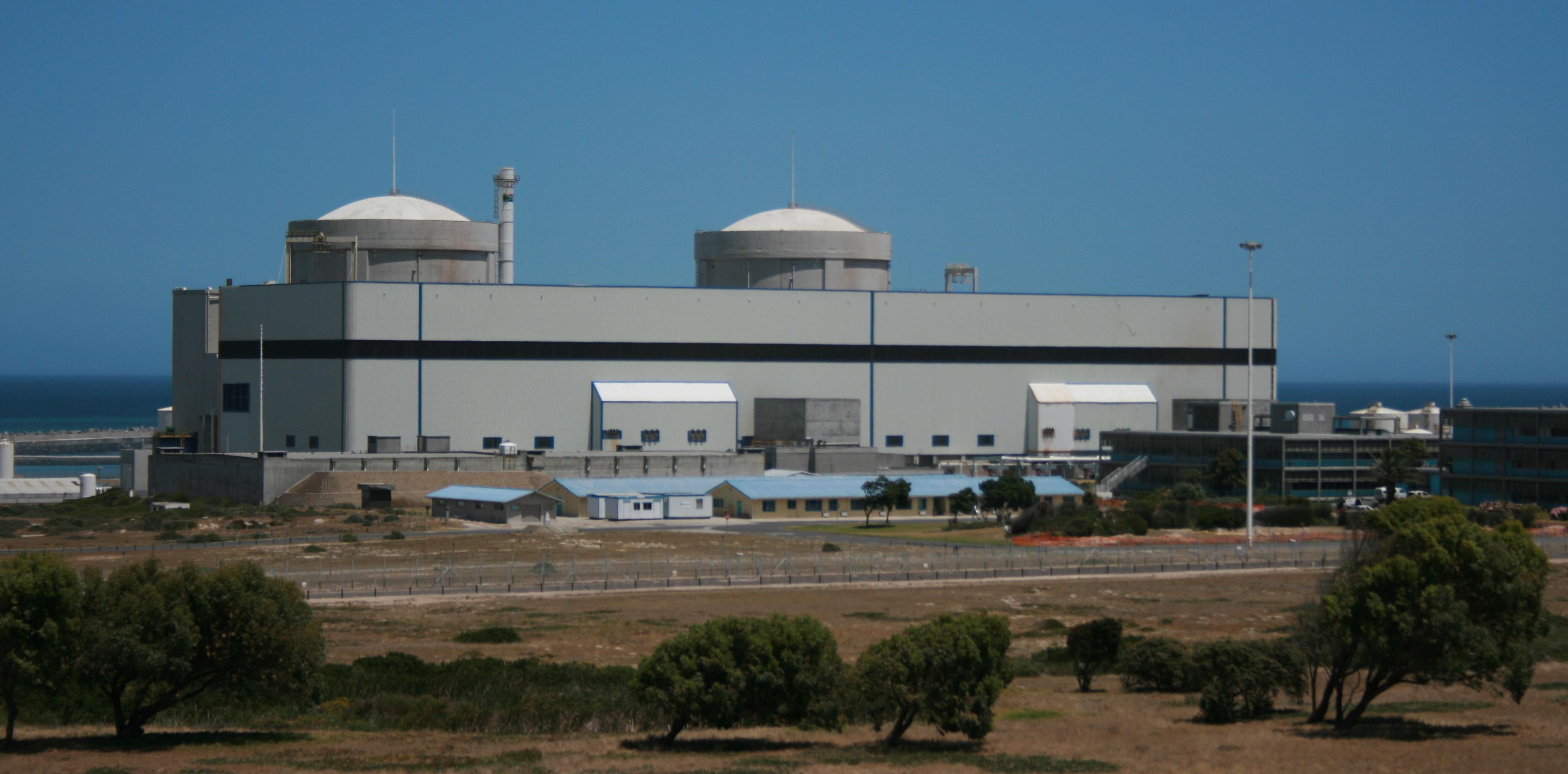
A koebergi atomerőmű

Az ország energiatermelésének alapja a kőszénbányászat, mivel szénhidrogén szükségletének szinte egészét importból fedezi. A Dél-Transvaalban és Natal területén található szénvagyont 11 milliárd tonnára becsülik, a feketekőszén bányászatában a világ ötödik legnagyobb termelője. Energiaszükségletének 3/4-ét szénből, 1/5-ét kőolajból fedezi. A villamos energia 80%-a származik széntüzelésű hőerőművekből, 10-10%-át pedig a vízerőművek (Orange, Vaal, Sabie) és az atomerőművek (Duynefontein, Koeberg) adják. Az afrikai kontinens energiatermelésében részaránya 50% feletti, és a takarékossági programoknak köszönhetően az előállított energia jelentős részét exportálni is képes. Energiahálózatához több szomszédos ország is kapcsolódik. Aranybányái Witwatersrand, Welcom és Virginia környékén találhatók. A legnagyobb gyémántbányák Kimberleynél, Jagersfonteinnél és Pretoriánál vannak. A Dél-Afrikai Köztársaság adja a platinafémekből (ozmium, irídium, ródium, palládium) a világtermelés 55%-át, krómércből 37%-át. Az aranyon, a krómon és a platinafémeken kívül első helyen áll a vanádium, az ékszergyémánt, a vermikulit, az andaluzit termelésben. A szénhidrogéneket nem számítva az ország a Föld legnagyobb ásványi nyersanyagexportőre.
A feldolgozóiparban a gazdag ásványkincs vagyonra települt nehézipar dominál. Az ipari termelés értékének 20%-át teszi ki a vas-, acél- és színesfémkohászat. Johannesburg, Germiston és Vereeniging a hadiipar, a bányagépgyártás és a vastömegcikkgyártás központja, jelentős az autó-, hajó- és repülőgépgyártás Johannesburgban, Durbanban, Fokvárosban, Port Elizabethben és East Londonban, a mezőgazdasági gépgyártás Johannesburgban és Pretoriában. Fejlett az elektrotechnikai és elektronikai ipar. Transvaal és Orange határterületein (Sasolburg, Phalaborwa, Benoni) műbenzint, műgumit, gyógyszert, műanyagot, műszálat, műtrágyát gyártanak. A mezőgazdasági körzetek központjaiban számottevő az élelmiszerfeldolgozás és a textilipar.

### Külkereskedelem

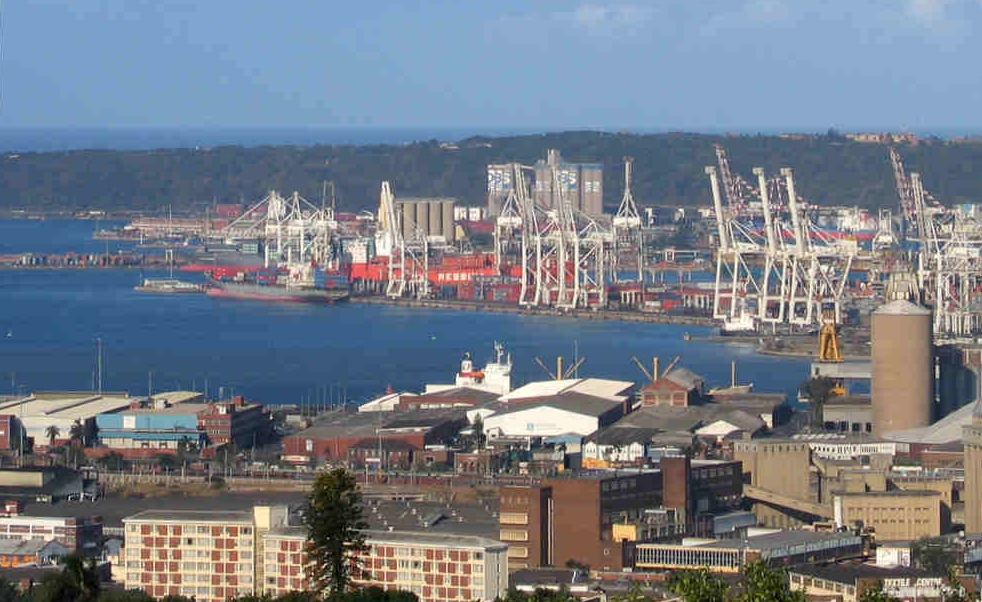
Durban kikötője

- Exporttermékek: arany, gyémánt, platina, szén, urán, gyapjú, déligyümölcs, kukorica, bőr, gépek és berendezések, vegyipari termékek.
- Importtermékek: műszaki és tudományos berendezések és alkatrészek, gépek, járművek, élő állat, textília, papír, kőolaj, élelmiszer, közszükségleti cikkek.

Legfőbb kereskedelmi partnerek 2016-ban:
- Export:  Kína 9,2%,  Németország 7,5%,  USA 7,4%, Botswana 5%, Namíbia 4,8%, Japán 4,6%, India 4,3%, Egyesült Királyság 4,2%
- Import:  Kína 18,1%,  Németország 11,8%,  USA 6,7%, India 4,2%

## Közlekedés

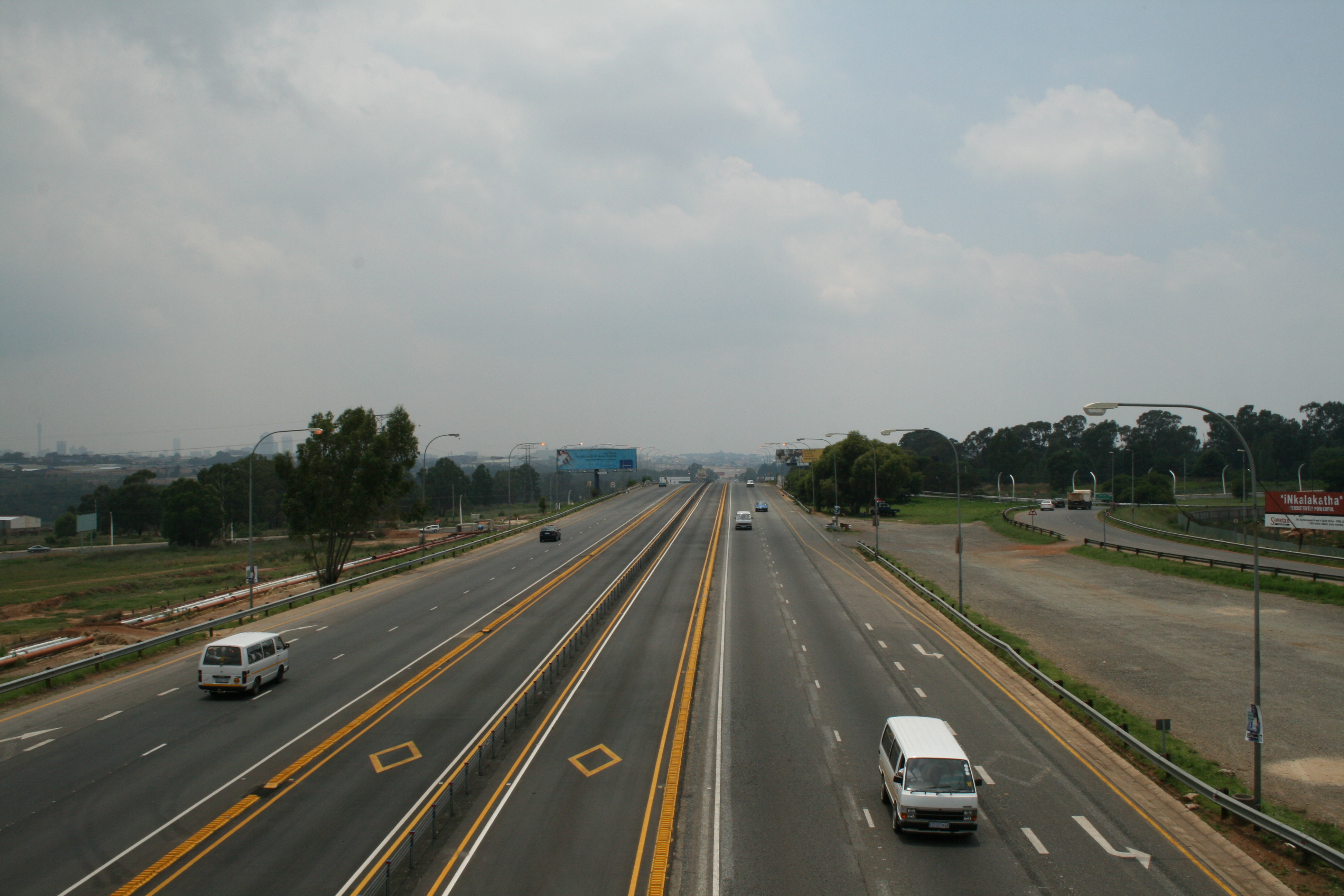
M70 jelzésű autópálya Johannesburg közelében

### Közút
A közel 200 000 km hosszú közúthálózat kb. harmada rendelkezik szilárd burkolattal.

#### Busz
Nemzetközi buszok indulnak Namíbia fővárosába, Windhoekba. A Translux utasai pedig Harare-be juthatnak el Johannesburgból.

### Vasút
A teherszállítás döntő része a 85%-ban villamosított vasúton történik. A vasútvonalak hossza 23 800 km. Az afrikai kontinens legdélebbi vasútállomása az ország Bredasdorp városának állomása.

### Légiközlekedés
Számottevő a belföldi légi közlekedés. Az ország 566 repülőtere közt számos nemzetközi repülőtér is található, a legnagyobb forgalmú Johannesburgban van (O. R. Tambo nemzetközi repülőtér). Az ország nemzeti légitársasága a South African Airways.

### Vízi közlekedés
A tengeri kikötők közül a jelentősebbek Richard's Bay, Durban, Fokváros és Port Elizabeth. Összesen 7 kikötő van az országban.

## Telekommunikáció
| Hívójel prefix | ZR-ZU, S8, Z8 |
| ITU zóna       | 57            |
| CQ zóna        | 38            |

## Kultúra
Az ország kulturális viszonyait az etnikai csoportok sokfélesége határozza meg. Egyező vonások mutatkoznak azonban a fekete és fehér művészek között az ellenállás és a száműzetés kultúrájában, ami az ellenzéki művészet diktatórikus elnyomásának és a szigorú cenzúrát gyakorolt kormányzat apartheidpolitikájának reakciójaként jött létre.

### Oktatási rendszer
Az alapfokú oktatás kötelező és ingyenes 16 éves korig.

### Kulturális intézmények

#### Kulturális világörökség
Az UNESCO Dél-Afrikában a következő helyszíneket ismerte el, mint a világ kulturális örökségének részét:
- Sterkfontein, Swartkrans, Kromdraai őskori emberi lelőhelyei;
- Robben-sziget;
- Ukhahlamba / Drakensberg Nemzeti Park a természeti világörökségnek is része;
- Mapungubwe kultúrtáj;
- A Richtersveld botanikai és kultúrtáj.

### Művészetek

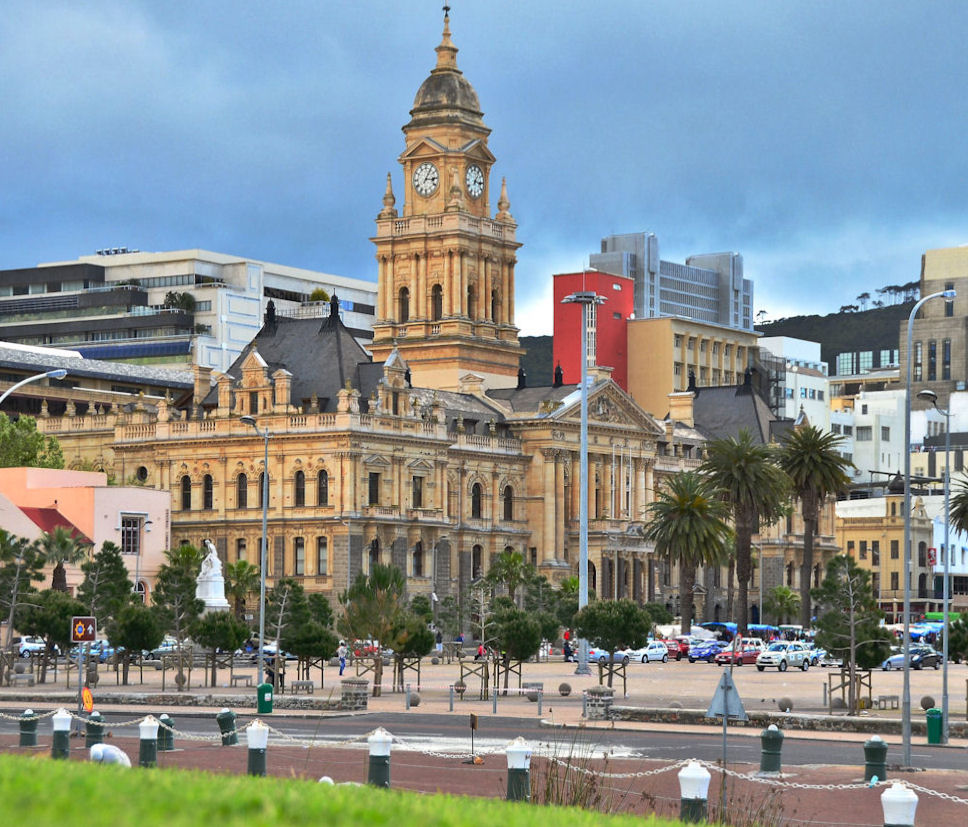
Városháza, Fokváros

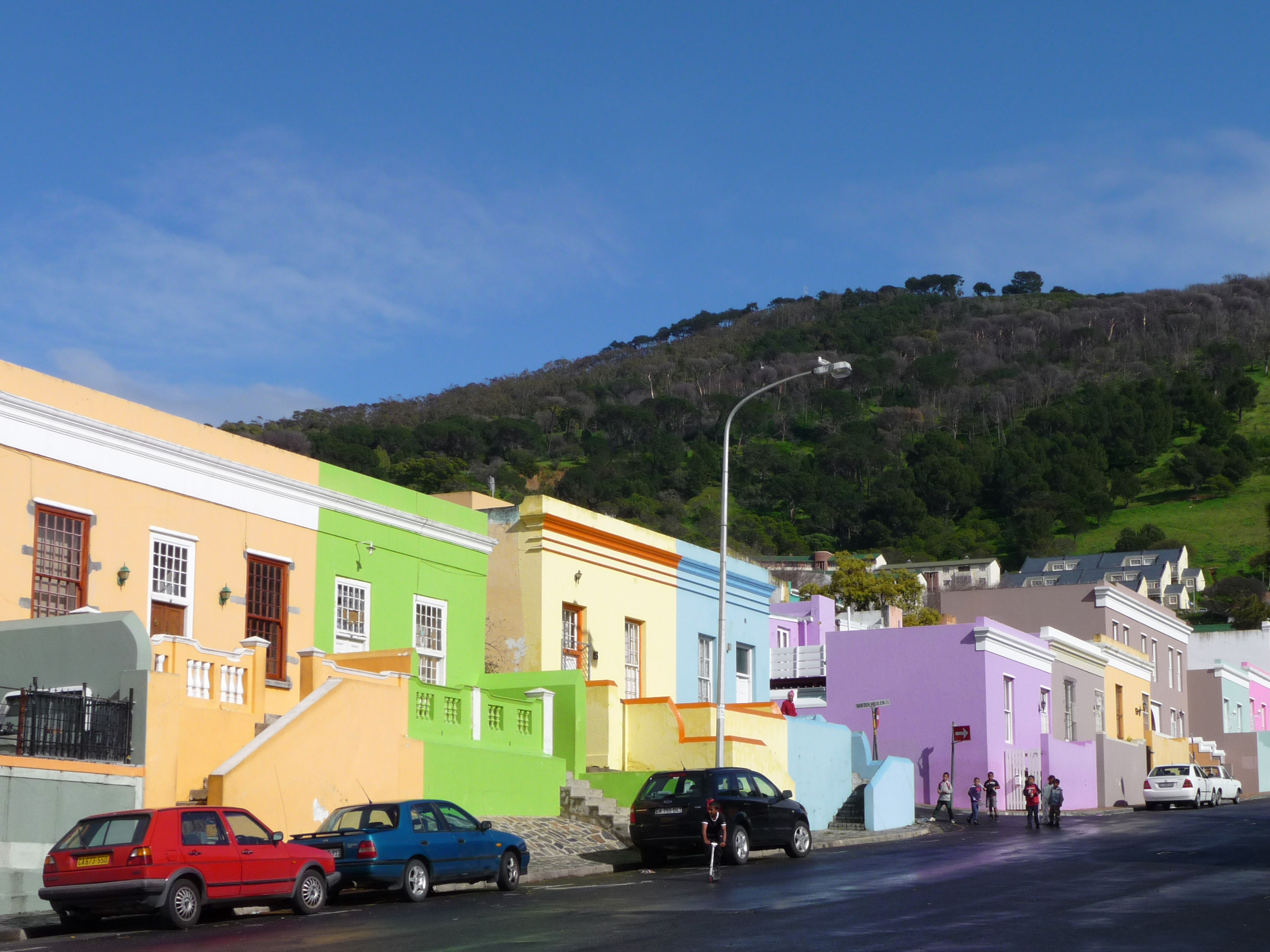
Bo Kaaps színes házai

#### Képzőművészet
A városokban kialakult "township-művészet"-ben a fehérek stílusa és technikája keveredik a feketék hagyományos népművészetével. Képviselői közül számosan nemzetközileg is ismertek. Például Mslaba Dumile és Leonard Matsoso festők, vagy Lucas Sithole és Sidney Kumalo szobrászok. A kortárs dél-afrikai festészet jeles képviselői továbbá: Walter Battis, Alexis Preller és Bettie Cilliers-Barnard.

#### Zene
Amerikai hatásra az 1920-as évektől elterjedt, hamarosan népszerű és jelentőssé vált a dzsesszzene. A dél-afrikai fekete dzsessz a Witwatersrand bányavárosaiban élő munkásoktól származik. A marabi a szving egyik helyi formája volt, mely a zongora hangjait kavicsokkal teli konzervdobozok zörgésével kombinálta. A marabit a kwela követte, amelyben bádogsíp magas hangjai játszották a főszerepet. A dél-afrikai dzsessz a fénykorát az 1950-es években élte, amikor fehérek és feketék szvingeltek a johannesburgi Sophiatown kiváló zenészeinek muzsikájára. E zenészek a marabi és kwela ötvözésével alakították ki a rendkívül népszerű, új mbaquanga stílust.
Nemzeti hatásokkal kiegészülve jött létre így az a könnyűzene, amelyet világszerte ismertté vált előadók vittek sikerre. Néhány név ezek közül: Hugh Masekela, Miriam Makeba, Letta Mbulu, Vusi Mahlasela, Robbi Robb. Az 1990-es évek elejétől a dél-afrikai könnyűzenét a kwaito, azaz a house és a hiphop helyi adaptációja uralja.
A komolyzene is jelen van az országban, a nagyobb városokban szimfonikus zenekarok és kisebb kamaraegyüttesek működnek. Az opera 1994 óta gyors változáson ment keresztül: az eredetileg csak fehér műfajt ma már fekete énekesek uralják, akik közül sokan a fokvárosi egyetem operaiskolájában végeztek.

### Hagyományok, néprajz
Dél-Afrika legrégebbi művészeti alkotásai a busmanok évezredes sziklafestményei és sziklarajzai. A jellegzetes ember- és állatábrázolások sok helyütt föllelhetők, leggyakrabban a hegységekben, pl. a Drakensbergében s a fokföldi hegyek között fordulnak elő. A feketék újkori népművészetének hagyományos formái a kerámia, a faszobrászat, a gyöngydíszítés és a kunyhók falfestése.

### Gasztronómia

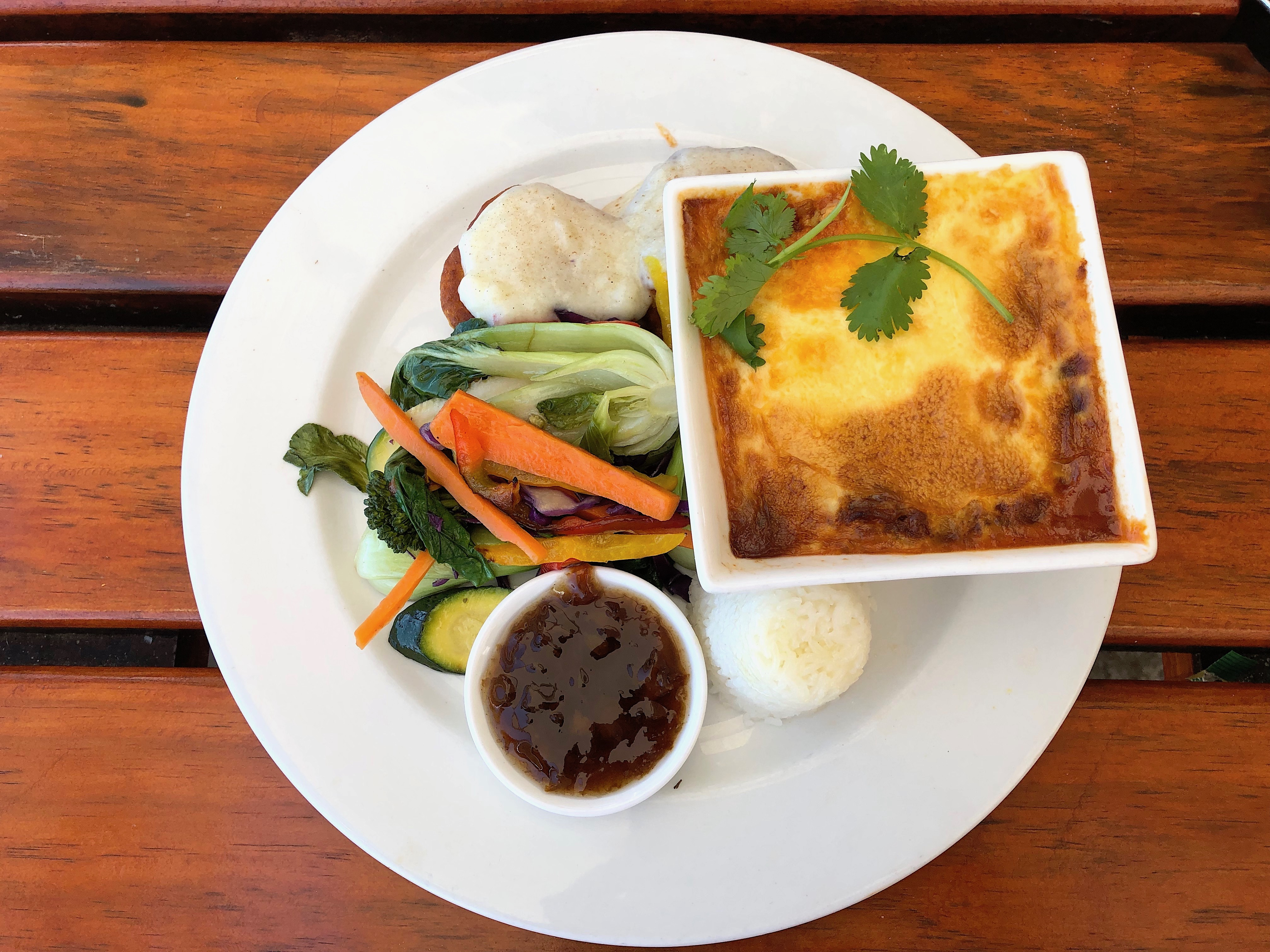
Bobotie (fűszeres darált hús) zöldségekkel, rizzsel és chutney-val

A hús a dél-afrikai konyha egyik fő alkotóeleme. A legnépszerűbb a bárány, amelyet a marhahús követ. A sertéshús nem túl gyakori, de a szarvas nagyon népszerű. Általánosságban elmondható, hogy mindenféle húst feldolgoznak és fogyasztanak. Az afrikai eredetű strucc húsát elsősorban exportálják. Egy tipikus dél-afrikai különlegesség a szárított hús, helyi nevén a biltong.
A zöldségeket ritkán fogyasztják köretként, ahogy ez Európában szokás, de általában a különféle ételek részét képezik. Népszerű a sütőtök, a sárgarépa, a bab, a kukorica és a hagyma. A burgonyát és a zöld salátát ritkán szolgálják fel. Érdemes megemlíteni a waterblommetjie-t (Aponogeton distachyos), amely a téli hónapokban betakarított vízinövény.
Dél-Afrikában alkoholos és alkoholmentes italokat is felszolgálnak étkezéskor. A bor különleges szerepet játszik. Különösen nagy jelentőségű a helyi termesztésből származó fehérbor. A Rooibos-tea és a sör is népszerű.

## Turizmus

### Szállás
Az ötcsillagos luxusszállodáktól a vadrezervátumokban található szalmafedeles kunyhókig nagy a szálláshelyek választéka. A turistaútvonalak mentén kiválóan fölszerelt motelek, karavánparkok, táborhelyek várják a vendégeket.

### Fő látnivalók
- Kruger Nemzeti Park "big five" (öt nagy) állata
- Fokváros és a Robben-sziget
- Johannesburg
- Sun City
- Pietermaritzburg és a Valley of 1000 Hills
- Blyde River Canyon Nature Reserve
- Augrabies-vízesés Nemzeti Park
- Az ország kultúrája, fesztiválok

### Oltások
Fertőzött területekről, például a szomszédos országokból beutazók számára kötelező a sárgaláz elleni védőoltás.
Az utazás alkalmából ajánlatos ellenőrizni az oltásnaptárnak megfelelő szokásos oltásokat, mint például a felnőttek esetén a tetanusz, diftéria, polió, szamárköhögés, mumpsz, rózsahimlő, kanyaró (MMR oltóanyag) és a szezonális influenza elleni oltást.
Egyes területeken gyakoribbá váltak a kanyarómegbetegedések, köztük Pretoriában (Tshwane) és Johannesburgban.
Az utazás alkalmából ajánlatos a hepatitisz A, hosszabb tartózkodás esetén a hepatitisz B, a hastífusz és a tetanusz elleni védőoltás.
A Kruger Nemzeti Parkba utazóknak a maláriafertőzés megelőzésére tablettákat kell szedniük.

## Sport

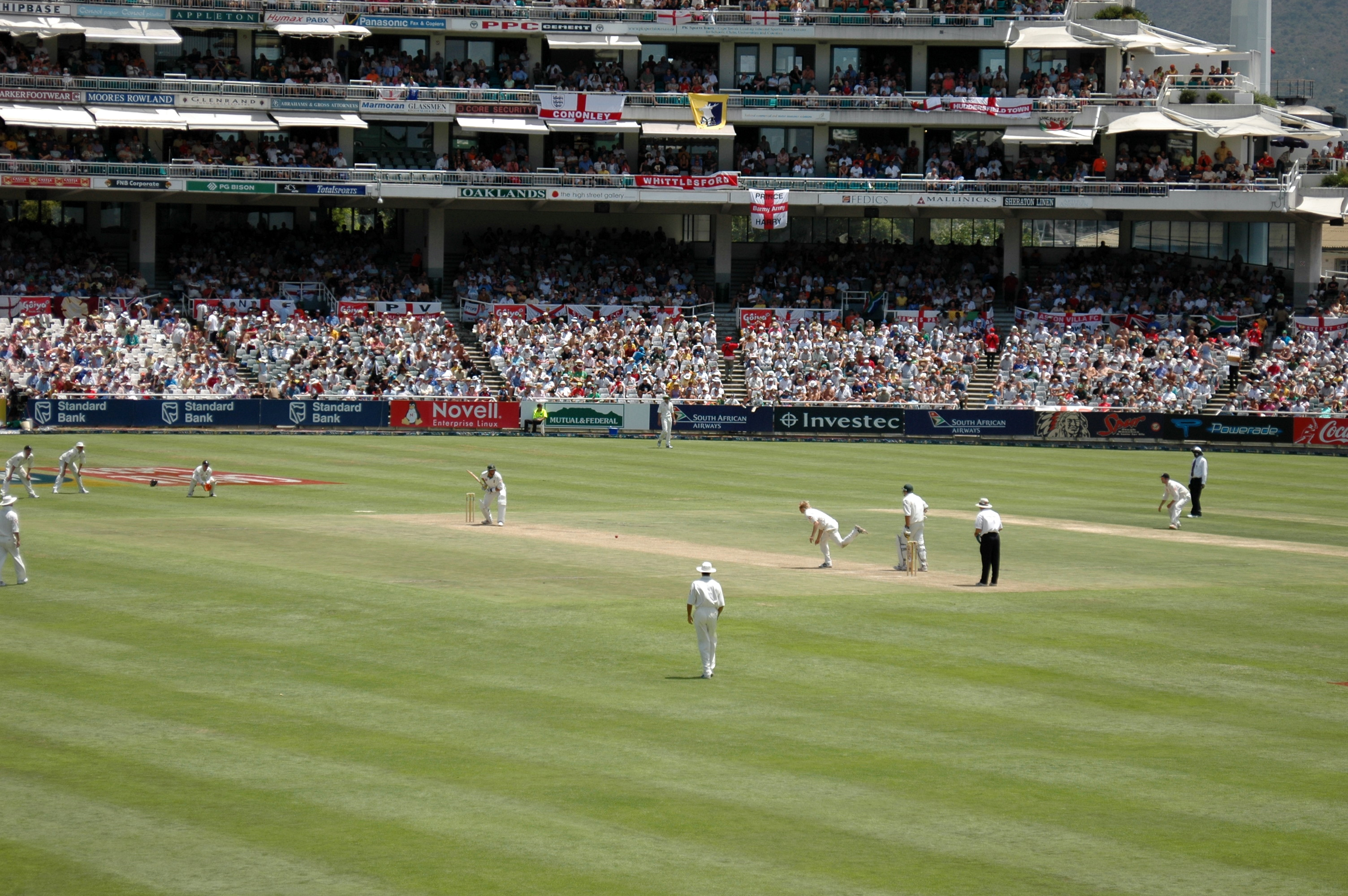
Anglia - Dél-Afrika krikett mérkőzés, Fokváros, 2005.

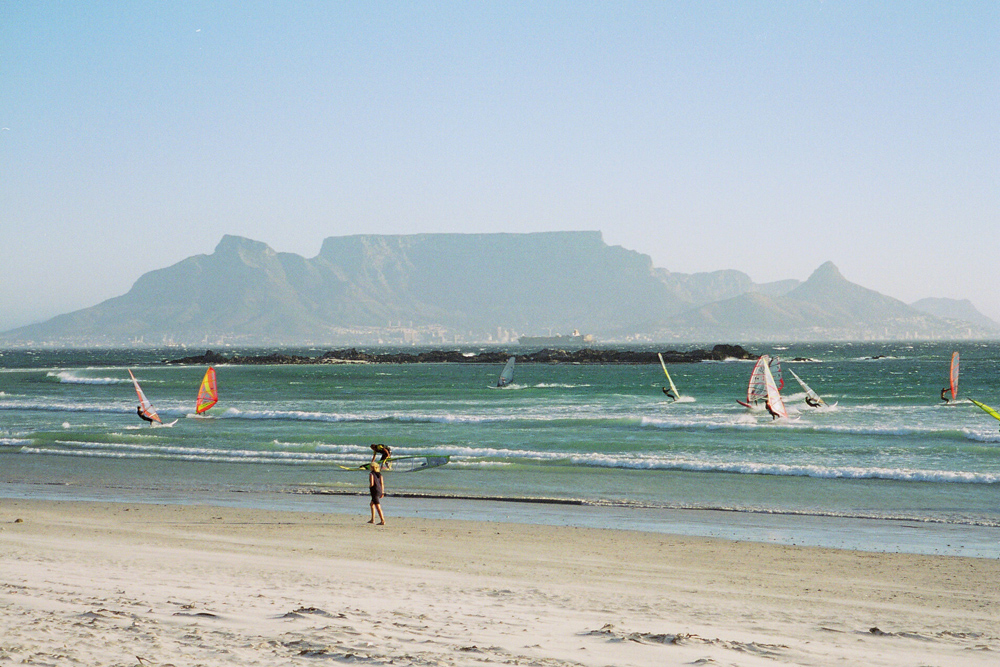
Windszörfösök a Jóreménység-foknál

Az ország legnépszerűbb sportágai a krikett, a rögbi és a labdarúgás.

### Labdarúgás
A Dél-afrikai labdarúgó-válogatott körül óriási botrány tört ki amikor 1957-ben az Afrikai nemzetek kupáján diszkvalifikálták a csapatot, mert a csapat vezetői az apartheid miatt nem voltak hajlandók vegyes csapatot kiállítani. A válogatott egészen 1992-ig volt kizárva a versenyből. 1966-ban kizárták a FIFA-ból is, és csak 1990-ben tért vissza.
A 2010-es labdarúgó-világbajnokságnak Dél-Afrika adott helyet.

#### Eredmények
- Afrikai nemzetek kupája:
  - Aranyérem: 1996
  - Ezüstérem: 1998
  - Bronzérem: 2000
- COSAFA-kupa:
  - Aranyérem: 2002, 2007
  - Bronzérem: 2000, 2005

### Olimpia
A Dél-afrikai Köztársaság eddig 20 aranyérmet szerzett az olimpiai játékok során, a legtöbbet atlétikában.

### Formula–1
A Dél-afrikai Köztársaságban 2 helyszínen is rendeztek futamokat 1968-1993-ig kisebb megszakításokkal Kyalamiban Johannesburgban és East Londonban a Prince George Cirtuit-on. Legismertebb versenyzőjük Jody David Scheckter (1950) dél-afrikai autóversenyző aki 1979-ben megnyerte a Formula–1-es világbajnokságot.

### Rögbi
A dél-afrikai rögbi válogatott más néven Springboks a világ legjobbjai közé tartozik. 1995-től többször nyerte el a világbajnoksági aranyérmet, illetve a Három Nemzeteknél megszerezte az első helyet. Az 1987-es és az 1991-es világbajnokságon az apartheid miatt nem vehetett részt.

## Állami ünnepek
| Dátum           | magyar neve                | Angol neve                   |
| --------------- | -------------------------- | ---------------------------- |
| január 1.       | Újév                       | New Year's Day               |
| március 21.     | Az emberi jogok napja      | Human Rights Day             |
| tavasz          | Nagypéntek                 | Good Friday and Family Day   |
| tavasz          | Húsvét (vasárnap és hétfő) | Easter                       |
| április 27.     | Szabadság napja            | Freedom Day                  |
| május 1.        | A munka ünnepe             | Workers' Day                 |
| június 16.      | A fiatalok napja           | Youth Day                    |
| augusztus 9.    | A nők napja                | National Women's Day         |
| szeptember 24.  | Az örökség napja           | Heritage Day                 |
| december 16.    | A megbékélés napja         | Day of Reconciliation        |
| december 25–26. | Karácsony                  | Christmas Day and Boxing Day |